# Trzcinica (województwo podkarpackie)

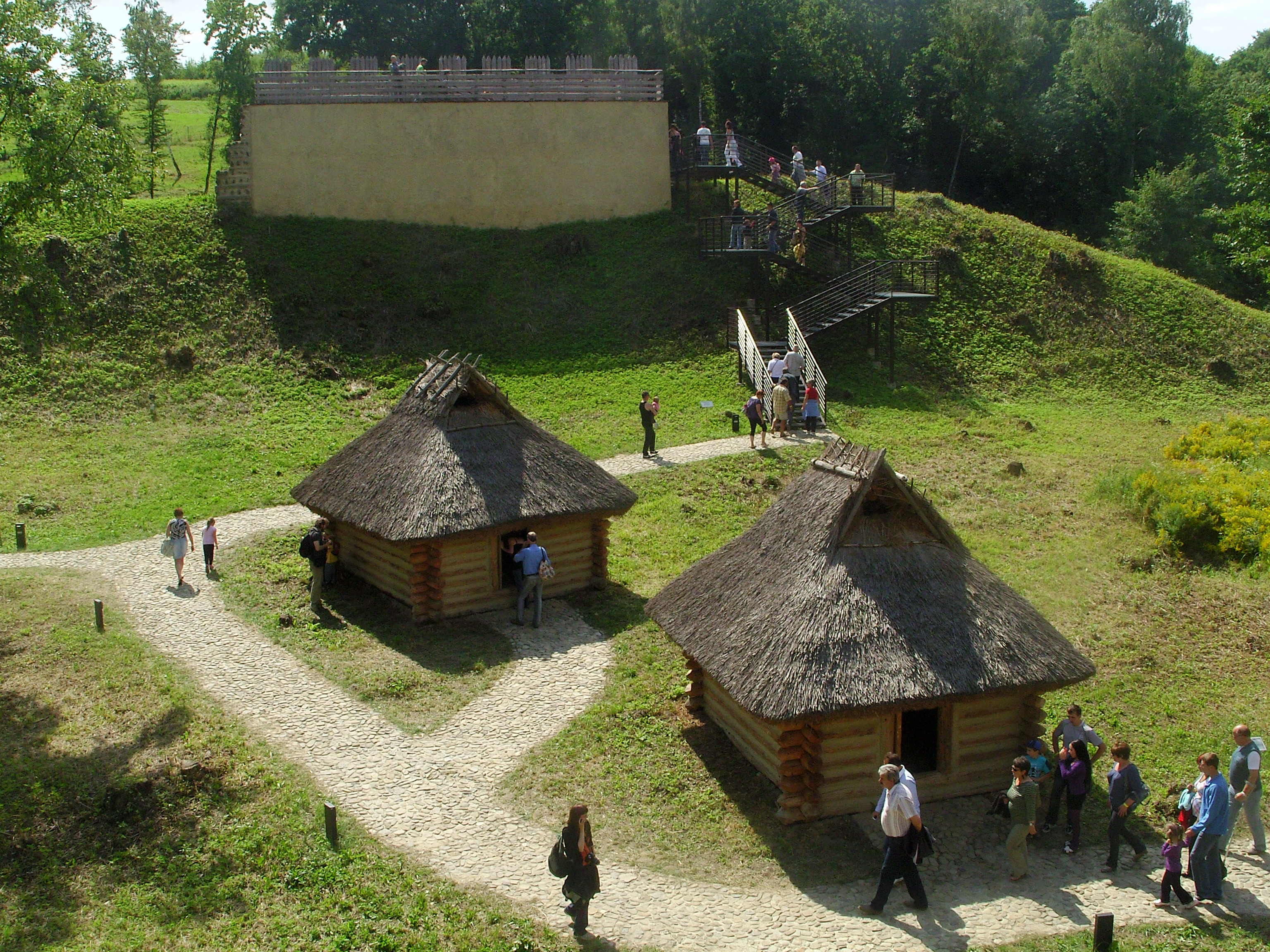
Skansen-średniowieczna zabudowa

Trzcinica – wieś w Polsce położona w województwie podkarpackim, w powiecie jasielskim, w gminie Jasło.
W roku 2021 w Trzcinicy mieszkało 2255 mieszkańców, z czego 50,1% stanowiły kobiety, a 49,9% mężczyźni.
Miejscowość leży nad rzeką Ropą w pobliżu drogi krajowej 28 i linii kolejowej nr 108 z najbliższą stacją w Przysiekach.
Trzcinica nazywana jest „Troją Północy” z racji wykopalisk archeologicznych. Znajduje się tu skansen archeologiczny Karpacka Troja.
W Trzcinicy znajduje się zabytkowy kościół św. Doroty włączony do szlaku architektury drewnianej województwa podkarpackiego.

## Części wsi
| SIMC    | Nazwa      | Rodzaj    |
| ------- | ---------- | --------- |
| 0353129 | Barzykówka | część wsi |
| 0353135 | Dąbrowy    | część wsi |
| 0353141 | Granice    | część wsi |
| 0353158 | Przerwa    | część wsi |
| 0353164 | Topoliny   | część wsi |

## Środowisko

### Położenie geograficzne
Trzcinica leży w Obniżeniu Gorlickim na Pogórzu Karpackim w południowo-wschodniej Polsce. Południową i wschodnią część miejscowości stanowi rozległa równina zamknięta rzeką Ropą, która stanowi tu granicę wsi. Przez wieś od strony Opacia płynie potok Młynówka i w Trzcinicy uchodzi do Ropy. Trzcinica jest najdalej wysuniętą na zachód miejscowością gminy Jasło. Wieś graniczy od strony zachodniej z Przysiekami, od południa z Osobnicą i Brzyściem, od strony wschodniej z miastem Jasłem (z osiedlami: Wądoły, Gądki i Gamrat) i od północy z Jareniówką, Opaciem i Bączalem Dolnym. Najbliższymi miastami są: Jasło, z którym wieś graniczy bezpośrednio, Krosno odległe o 32 km oraz Biecz (województwo małopolskie) odległy o 15 km na zachód. Powierzchnia wsi wynosi 1087 ha, co stanowi 11,7% obszaru gminy.

W przysiółku Topoliny znajduje się punkt pomiaru stanu wody na rzece Ropa najbliższy ujścia do Wisłoki.

### Ochrona środowiska
W Trzcinicy znajduje się fragment specjalnego obszaru ochrony siedlisk w ramach sieci Natura 2000 o nazwie „Wisłoka z dopływami”. Obejmuje obszar koryta rzeki Ropy wraz z wiklinami nadrzecznymi na odcinku granicy z Brzyściem i z miastem Jasłem. W Ropie występuje 21 gatunków ryb z dominacją klenia, a znacznym udziałem brzany i lipienia.
Środowisko – galeria

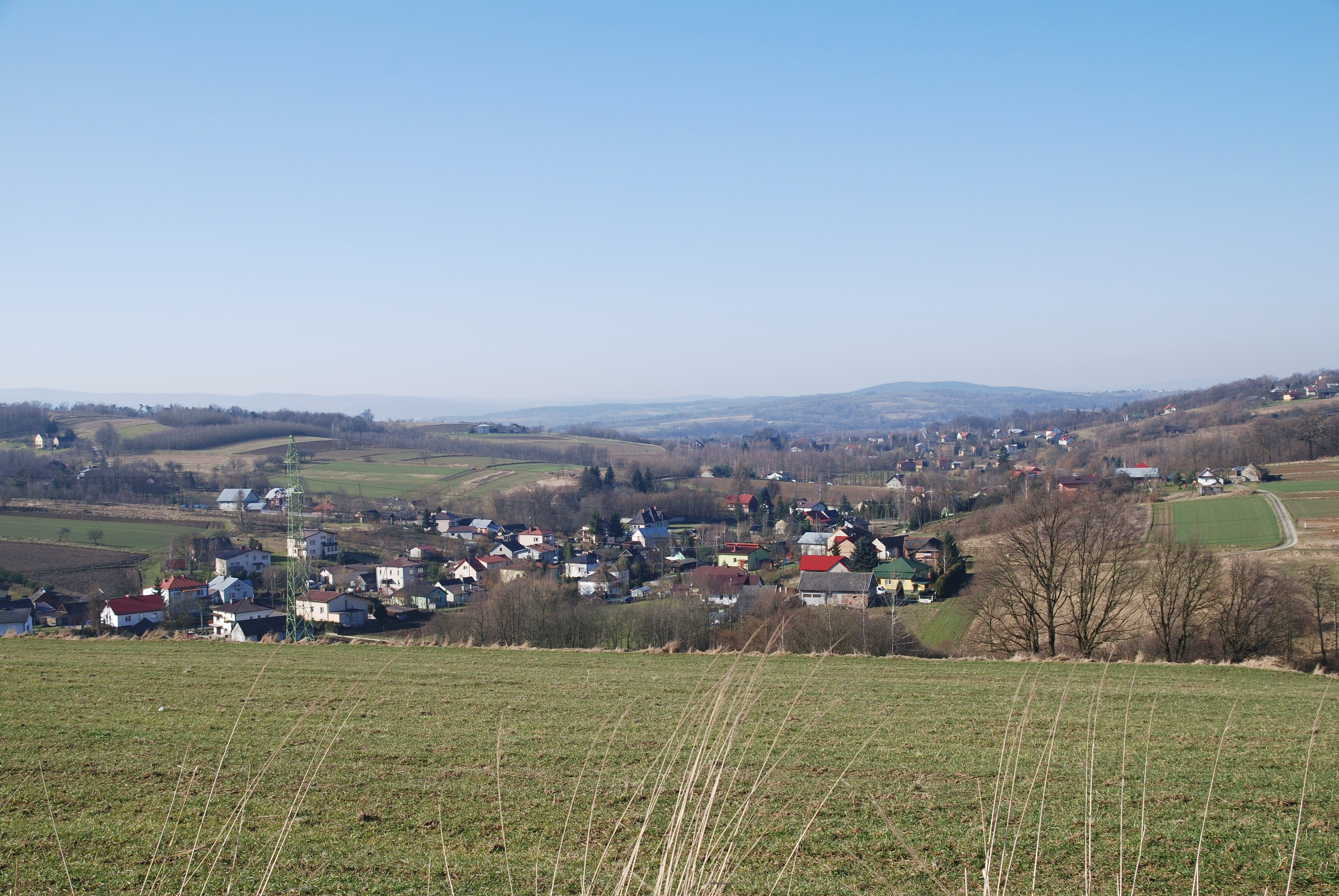
Widok na wieś
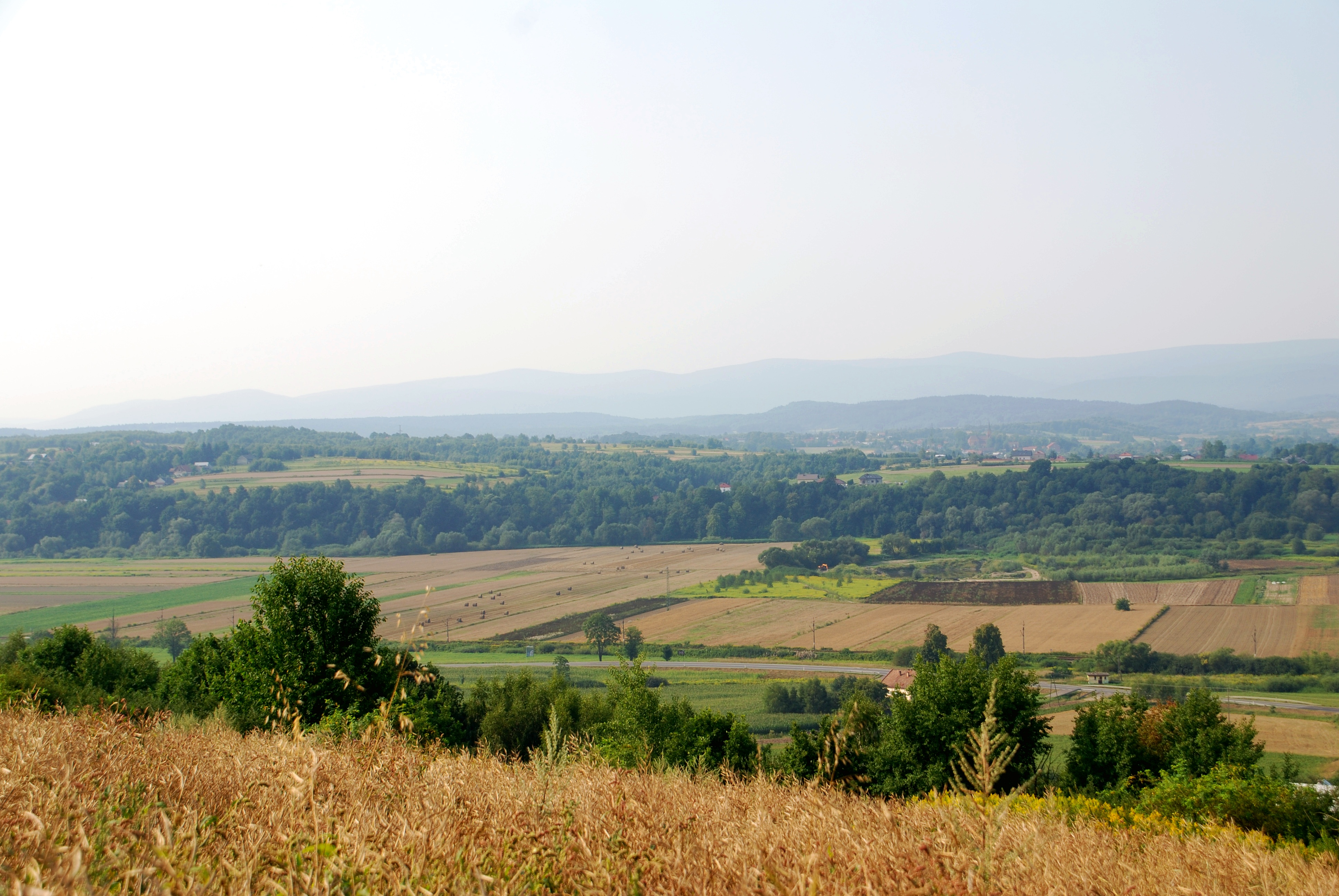
Tarchów
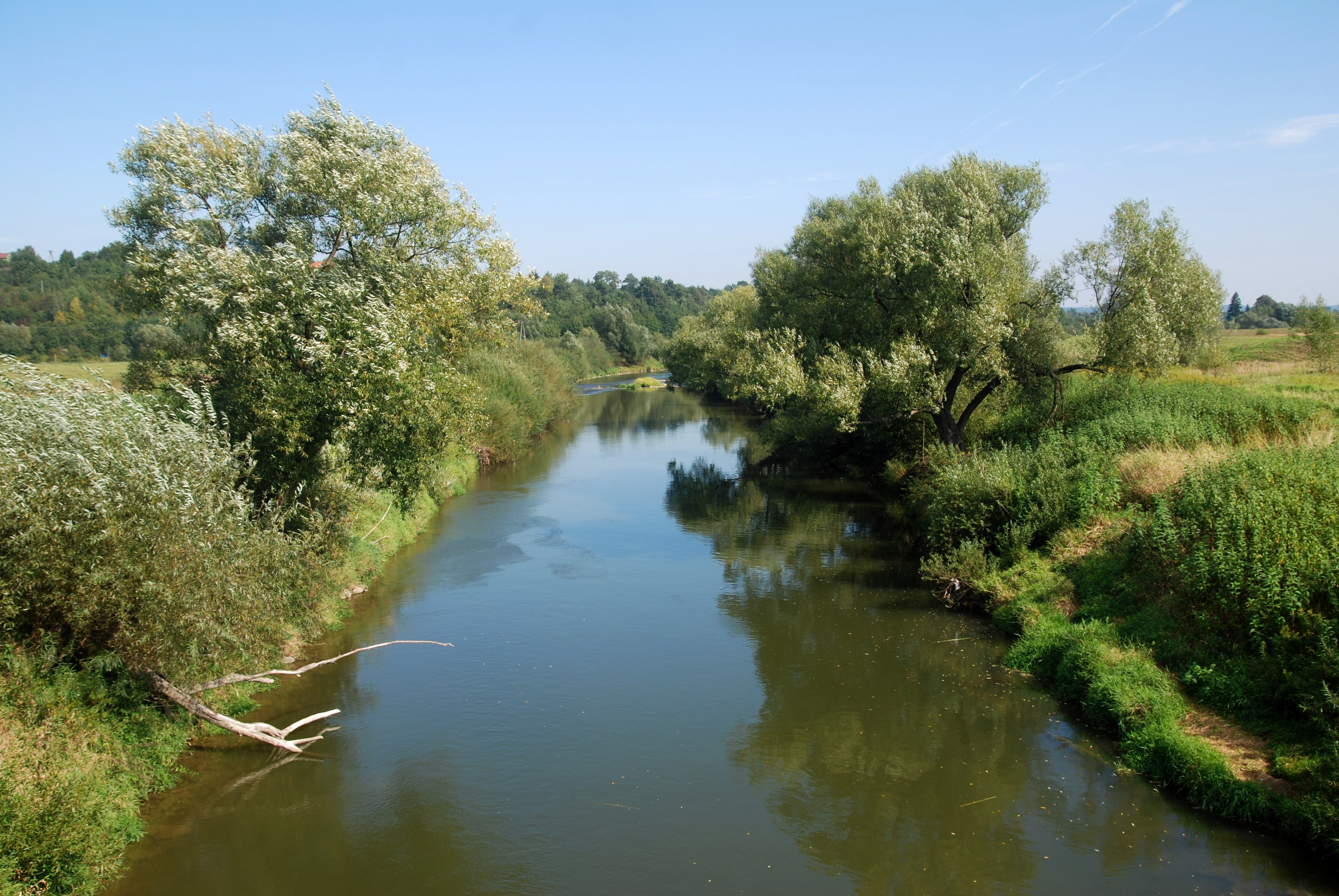
Rzeka Ropa w Trzcinicy, obszar Natura 2000
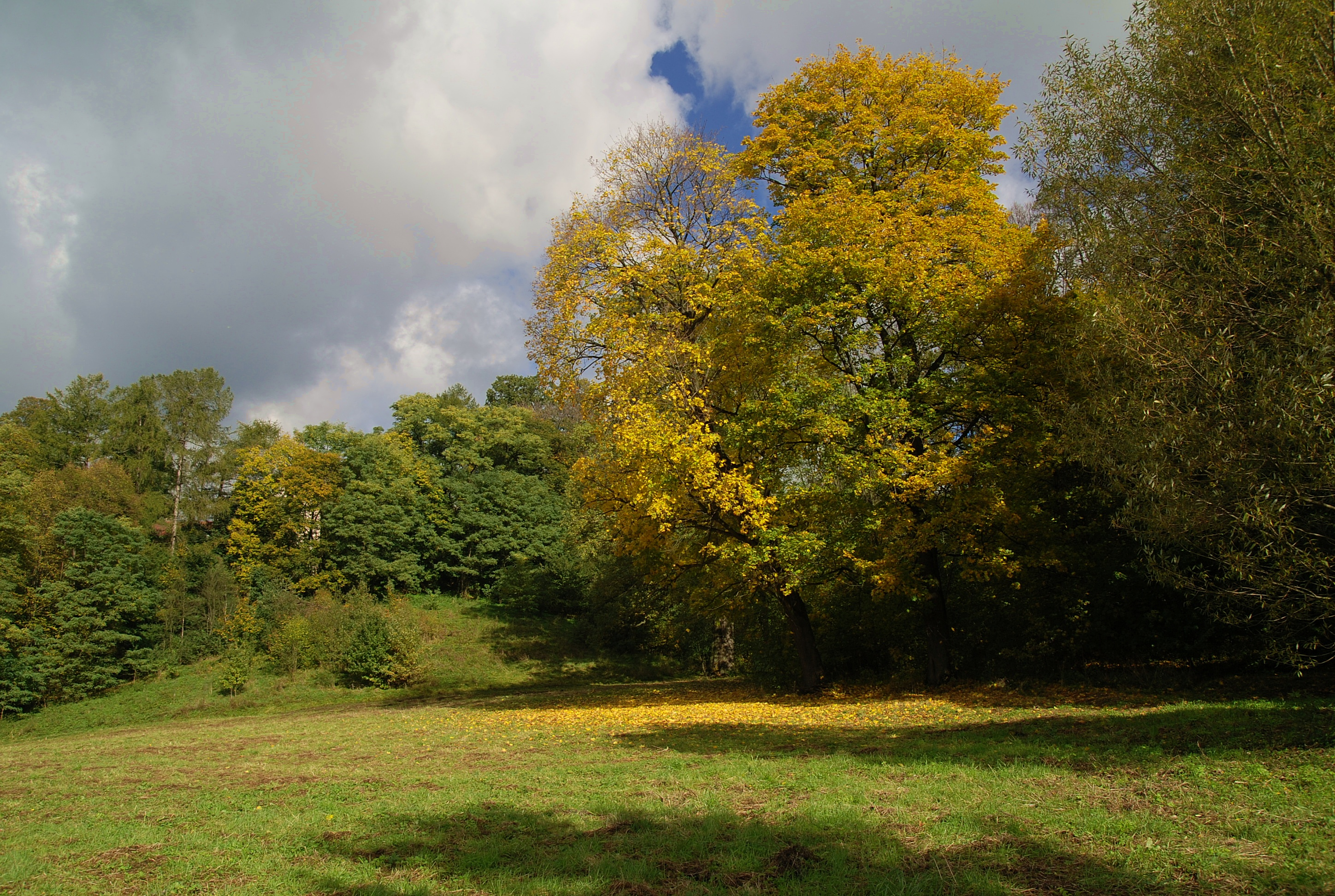
Park podworski
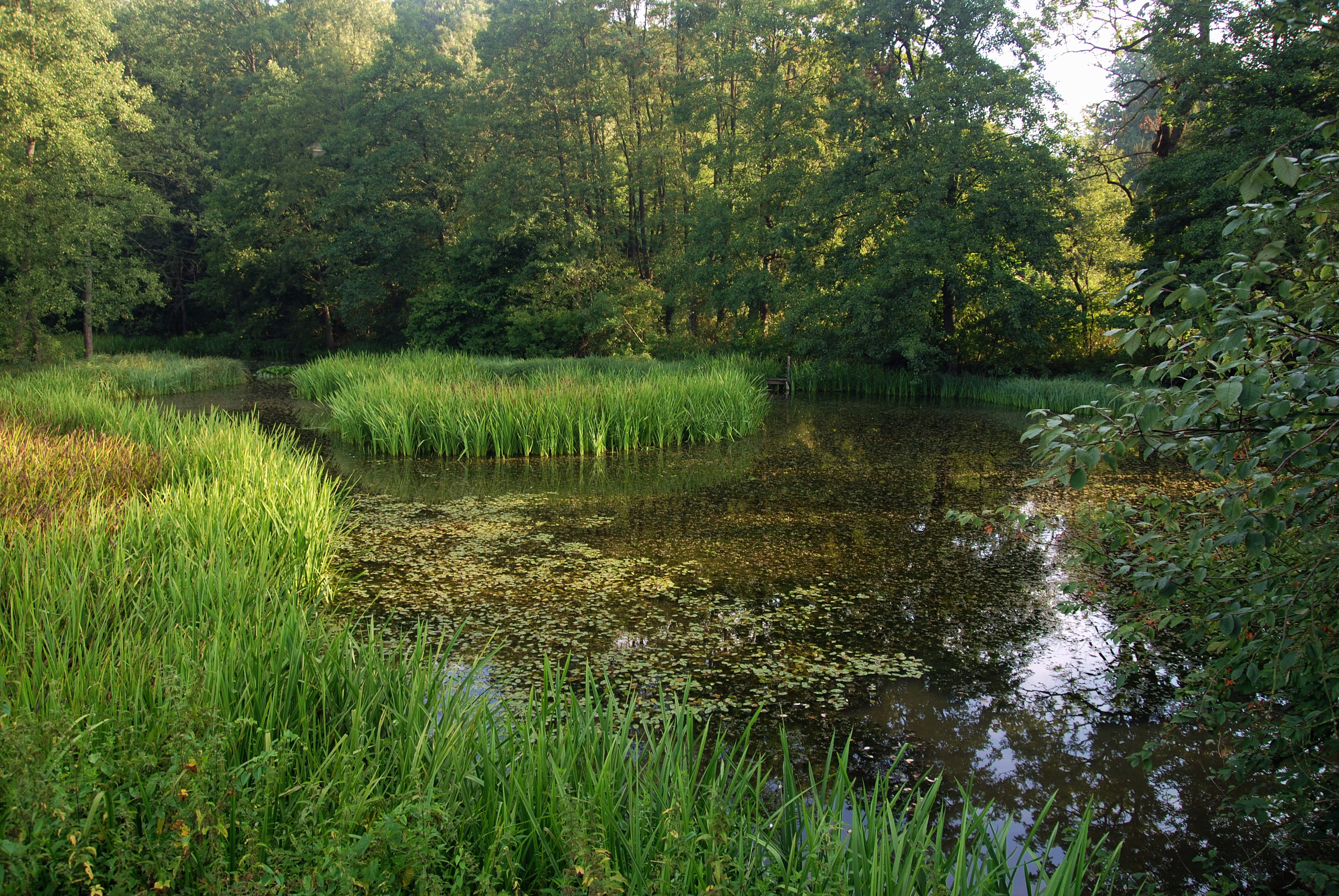
Staw w parku

## Dzieje

### Pochodzenie nazwy
Nazwa wsi jest nazwą topograficzną i wywodzi się od trzciny. W początkach osadnictwa na tym terenie rozległą równinę nad rzeką Ropą stanowiły tereny podmokłe porośnięte sitowiem i trzciną. Pierwszy znany zapis nazwy wsi Tsczenecz pochodzi z roku 1376. Późniejsze to:Tczenicze z 1395, Trzciennica – 1396, Tsczenicza – 1398 i Trczenycza – 1497 (dwie ostatnie nazwy w księdze grodzkiej bieckiej), Trzenicza (u Jana Długosza), Trzcienica – XVI wiek, Trzcienica – 1629.
Wieś podzielona jest na rejony o nazwach: Barzykówka, Dąbrowy, Granice, Przerwa, Topoliny oraz Góry, Łąki, Wieś, Wygon, Zagrody, Zajączkowice.

### Historia
Obszar dzisiejszej Trzcinicy i okolic był zamieszkiwany od bardzo dawna. Świadczą o tym wyniki badań archeologicznych przeprowadzonych na położonym we wschodniej części wsi grodzisku. Na ich podstawie udało się ustalić, że w Trzcinicy w przeszłości istniały:
- osada obronna powstała we wczesnej epoce brązu w latach 2100–1650 p.n.e. założona przez plemiona grupy pleszowskiej kultury mierzanowickiej. Miała obszar około 0,6 ha. Mieszkańcy osady zajmowali się hodowlą zwierząt i uprawą pszenicy płaskurki i samopszy. Około 1650 zaczęły na nią silnie oddziaływać ludy zakarpackie kultury Otomani-Füzesabony. Nowi przybysze umocnili i rozbudowali ją, bo zajmowała powierzchnię 2 ha. Około 1350 p.n.e. osada opustoszała z nieznanych powodów[13].
- grodzisko warowne powstałe w latach 770–780[14] na miejscu poprzedniej osady obronnej założone przez Słowian. Ufortyfikowany gród miał powierzchnię 3 ha i był otoczony kilkoma osadami otwartymi gdzie uprawiano jęczmień, pszenicę, proso, orkisz, groch, bób i samopaszę oraz hodowano bydło, świnie i owce. Około 1031 lub w latach 1034–1039 gród został spalony. Pozostałości obwarowań grodu nazywane są Wałami Królewskimi[13].

Trzcinica jako osada ukształtowała się w XII w., gdy rody rycerskie zakładają na tym terenie wsie. Po roku 1340 król Kazimierz Wielki rozpoczyna powtórną akcję kolonizacyjną tych terenów poprzez ich rewindykację z rąk prywatnych i kościelnych. W tym to okresie, w drugiej połowie XIV w. (zapewne w 1365) Trzcinica została lokowana na prawie niemieckim i należała do kasztelani bieckiej. Królewszczyzną pozostawała aż do roku 1772. Przez ten czas dość często zmieniali się jej tenutariusze (dzierżawcy):
- 1376 wieś Trzcinica po raz pierwszy wzmiankowana w dokumencie historycznym w „Kodeksie mogilskim” i trzyma ją Borko de Tsczenecz do 1396[16]
- lata 1396–1547 wieś w rękach rodu Gamratów herbu Sulima: Stanisława, później jego synów i dalszych spadkobierców, a kończąc na Janie Gamracie (od 1531) i wdowie po Stanisławie Gamracie Zofii z Marszowic(od 1544)[12][17]
- lata 1547–1634 wieś trzyma ród Ocieskich herbu Jastrzębiec: Jana i Zofii z Marszowic następnie ich syna Joachima[18][19]. W tym czasie Trzcinica wchodzi w skład klucza dóbr królewskich, czyli starostwa niegrodowego z siedzibą w Trzcinicy, do którego należą jeszcze Siedliska Sławęcińskie, Przysieki, Pusta Wola i Jareniówka[20].
- 1629 – podatek z wsi płaci Wieruski od 4 2/12 łanów[21]
- 1680 – podatek z wsi płaci także Wieruski od 4 1/12 łanów[22]
- 1772 – starostwo trzcinickie dzierżawią Wilhelm i Petronela (z Reklewskich) Siemieńscy[15][20]

Po I rozbiorze Polski władze austriackie przystąpiły do zbywania królewszczyzn. W 1772 r. Trzcinicę nabyli Wilhelm i Petronela (z Reklewskich) Siemieńscy. Starostwo trzcinickie w 1777 zostało sprzedane, a nabył je Stanisław Jabłonowski, zięć Siemieńskich. Ewaryst Andrzej Kuropatnicki w wydanym po raz pierwszy w 1786 r. dziełku pt. „Geografia (...) Galicyi i Lodomeryi” tak pisał o Trzcinicy: Trzcilnica [Sic!]. Wieś z pałacem ozdobnym i ogrodem mieszkalna JO. xięcia Imci Stanisława Jabłonowskiego, starosty wiszniowieckiego; na wsi tu piękny domek Annopol od imienia xiężny Jejmci. Stanisław Jabłonowski był założycielem fundacji kulturalno-oświatowej „Jablonovianum”, a jej działalność miała służyć patriotycznym celom. Stanisław (zm. 1806) i jego żona Anna (zm. 1836) są pochowani w krypcie ołtarza bocznego kościoła w Trzcinicy.
W następnych latach kolejnymi już właścicielami wsi byli:
- lata 1828–1855 – Stadniccy: Antoni z żoną Anną z Jabłonowskich i ich synowie Aleksander, Kazimierz, Zygmunt i Władysław (od 1847 roku)
- lata 1856–1872 – Żyd z Jasła Józef Bärenreither i jego żona Józefa Bärenreither
- lata 1872–1906 – Włodkowie: hr. Szczęsny Włodek, potem jego żona Jadwiga z Podoskich Włodkowa z dziećmi, a od około 1900 syn hr. Samuel Onufry Włodek i część wsi także drugi syn Stanisław Włodek[25].
- lata 1906–1945 – rodzina Wojtynkiewiczów: hr. Wincenty Wojtynkiewicz, dyrektor Banku Zaliczkowego, następnie od 1909 jego syn Stanisław, a później córka Stanisława Barbara Kierpiec

W 1845 Czech Jan Klominek zakupił od Stadnickich 100 ha gruntów położonych w Trzcinicy i Przysiekach i założył największy w regionie browar parowy. Browar, produkujący znane w całej Polsce piwo, funkcjonował do 1936.
W 1884 wybudowano biegnącą wzdłuż rzeki Ropy linię kolejową Stróże – Jasło (fragment Galicyjskiej Kolei Transwersalnej)ze stacją w Trzcinicy (od 1952 stacja nazywa się Przysieki).
W 1945 cały majątek dworski ówczesnej właścicielki Barbary Kierpiec o powierzchni 100,61 ha zostaje znacjonalizowany. Z tego na cele reformy rolnej dla służby folwarcznej i chłopów rozdysponowano 70,07 ha, a resztę, to jest obszar 30,54 ha z siedmioma budynkami i parkiem o powierzchni 3,50 ha, przeznaczono dla organizowanej szkoły rolniczej.
W 1995 Trzcinica obchodziła jubileusz 600-lecia swego istnienia. Na początku XXI w. linia kolejowa Przysieki-Gamrat przebiegająca przez Trzcinicę została zlikwidowana. Na nasypie utworzono drogę.
W dniu 25 października 2014 dla upamiętnienia 25 lat wolności w Polsce odpowiadając na akcję prezydenta Bronisława Komorowskiego i Lasów Państwowych posadzono w Trzcinicy dąb wolności przy udziale miejscowej OSP.

### Przynależność państwowa i administracyjna
Historycznie wieś należała do:
- 1569–1772 – powiat biecki, województwo krakowskie, Korona Królestwa Polskiego;

w czasie zaborów w Monarchii Habsburgów w Królestwie Galicji i Lodomerii:
- 1774–1782 – cyrkuł Pilzno,
- 1782–1789 – cyrkuł Dukla,
- 1790–1866 – cyrkuł Jasło,
- 1867–1918 – powiat Jasło, województwo krakowskie, Austro-Węgry
- 1918–1938 – powiat Jasło, od 1934 r. gmina Jasło, województwo krakowskie, Rzeczpospolita Polska,
- 26.10.1939–18.01.1945 – starostwo Jasło, dystrykt krakowski, Generalne Gubernatorstwo, Rzesza Wielkoniemiecka,
- 1945–1954 – gmina Jasło, powiat jasielski, województwo rzeszowskie, Rzeczpospolita Polska,
- 1954–31.05.1975 – do 31.12 1961 gromada Trzcinica, od 01.01.1962 gromada Niegłowice, 1973–1975 gmina Jasło, powiat jasielski, województwo rzeszowskie, Polska Rzeczpospolita Ludowa,
- 01.06.1975–31.12.1998 – gmina Jasło, województwo krośnieńskie, Polska Rzeczpospolita Ludowa, od 1989 r. Rzeczpospolita Polska,
- 01.01.1999–nadal – gmina Jasło, powiat jasielski, województwo podkarpackie, Rzeczpospolita Polska

## Czasy współczesne

### Demografia
Według danych na koniec 2011 na ogólną liczbę 2360 mieszkańców było 1133 mężczyzn i 1227 kobiet. Na 100 mężczyzn przypadało 108 kobiet.

- Wykres liczby ludności w miejscowości Trzcinica na przestrzeni lat[20][28][29]

| wykształcenie dane z Narodowego Spisu Powszechnego z 2002 |      |            |          |         |        |
|                                                           | brak | podstawowe | zawodowe | średnie | wyższe |
| osób                                                      | 79   | 680        | 572      | 503     | 91     |
| kobiet                                                    | 57   | 393        | 199      | 296     | 58     |
| mężczyzn                                                  | 22   | 287        | 373      | 207     | 33     |

- Ludność w wieku 13 lat i więcej według płci i poziomu wykształcenia w 2002[29]:

### Oświata i kultura
W dziedzinie szkolnictwa w miejscowości znajdują się:
- Zespół Szkół w Trzcinicy, w skład którego wchodzą: Szkoła Podstawowa im. św. Jana Kantego i Publiczne Gimnazjum Nr 2[30]. Pierwsze wzmianki o szkole w Trzcinicy pochodzą z 1595. Istniała wtedy szkoła parafialna i miała swojego rektora, w której nauczano głównie katechizmu i śpiewu kościelnego. Taki stan rzeczy przetrwał aż do końca XIX w. W latach 1880–1881 ówczesny właściciel wsi hrabia Szczęsny Włodek z żoną Jadwigą wybudowali nową szkołę w Trzcinicy. Parterowy budynek okazał się za ciasny ze względu na dużą liczbę uczniów i w 1893 właściciel browaru w Trzcinicy Jan Klominek rozbudowuje szkołę. 13 czerwca 1909 szkoła otrzymała sztandar, a 20 października 1910 figurę patrona św. Jana Kantego fundacji hr. Stanisława Włodka. W 1932 kiedy wprowadzono szkolnictwo powszechne szkoła w Trzcinicy otrzymuje status III stopnia i uczy się w niej 378 uczniów. 8 września 1939 szkołę zajęły wojska niemieckie i w okresie okupacji stacjonowały w szkole w maju 1940 i styczniu 1945. Nowy powojenny rok szkolny 1945/46 rozpoczyna 490 uczniów. 25 stycznia 1957 szkołę zelektryfikowano. W 1971 wybudowano dom nauczyciela. 20 października 1995 ponownie nadano szkole imię św. Jana Kantego i rodzice ufundowali odnowiony sztandar. Od 1 września 1999 w wyniku reformy oświaty szkoła podstawowa funkcjonuje jako sześcioklasowa. Powstaje w Trzcinicy 3-letnie Publiczne Gimnazjum nr 2, które początkowo mieści się w szkole podstawowej[12]. 16 października 2004 oddano do użytku nowy budynek gimnazjum, znajduje się tuż obok szkoły[31].
- Zespół Szkół Stowarzyszenia Absolwentów Szkół Rolniczych im. prof. Teodora Marchlewskiego w Trzcinicy, który prowadzi następujące typy szkół: sportowe liceum ogólnokształcące, technika: informatyczne, hotelarskie, kelnerskie, żywienia i usług gastronomicznych, weterynaryjne i ogrodniczo-florystyczne oraz policealne i gimnazjalne[32].

Wieś posiada własną bibliotekę i świetlicę w domu parafialnym.
12 lipca 2015 w Trzcinicy na stadionie koło zabytkowego kościoła odbył się XII Międzynarodowy Festiwal Folkloru Karpat. Ma on charakter konkursu kapel ludowych, które rywalizują o statuetkę Karpackiego Grajka. Festiwal jest imprezą cykliczną i ma na celu kultywowanie i upowszechnianie bogactwa folkloru karpackiego oraz ocalenie i podtrzymywanie zanikających tradycji ludowych.
W Trzcinicy działa zespół folklorystyczny „Trzcinicoki” założony w 1995, laureat wielu nagród na przeglądach dorobku kultury ludowej.
Infrastruktura społeczna i budownictwo mieszkaniowe – galeria

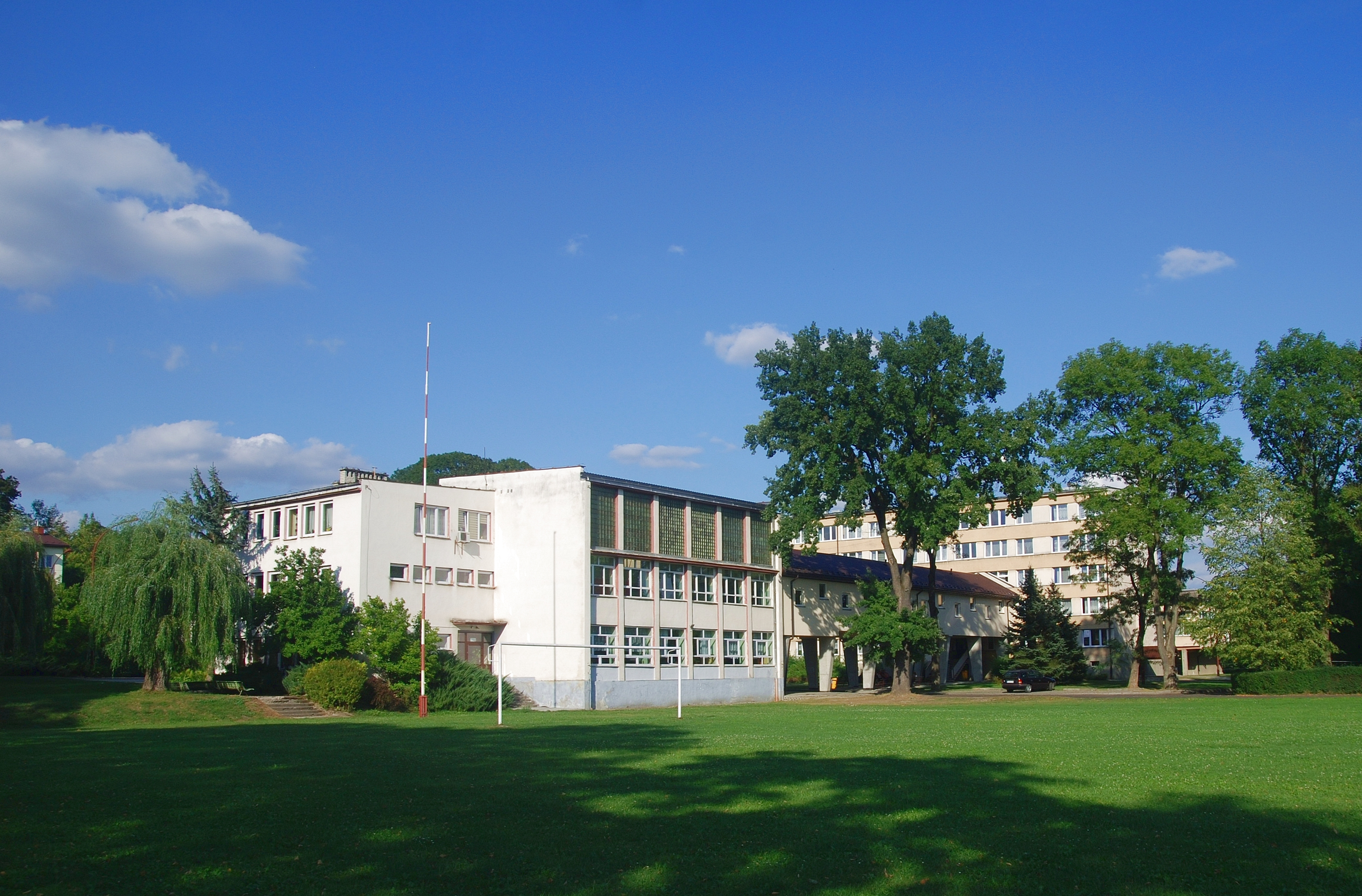
Zespół Szkół-Szkoła Dolna
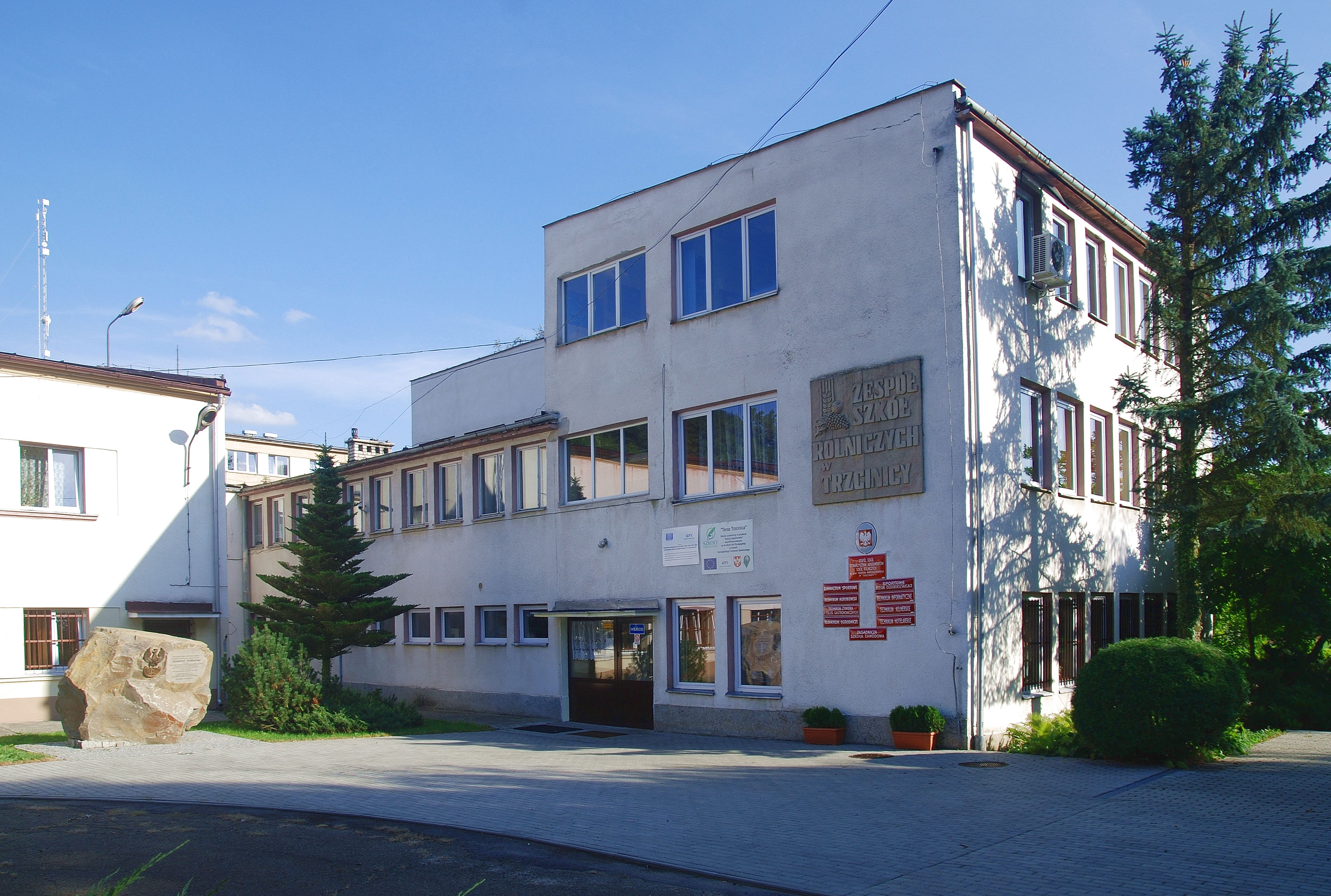
Zespół Szkół-Szkoła Dolna-wejście
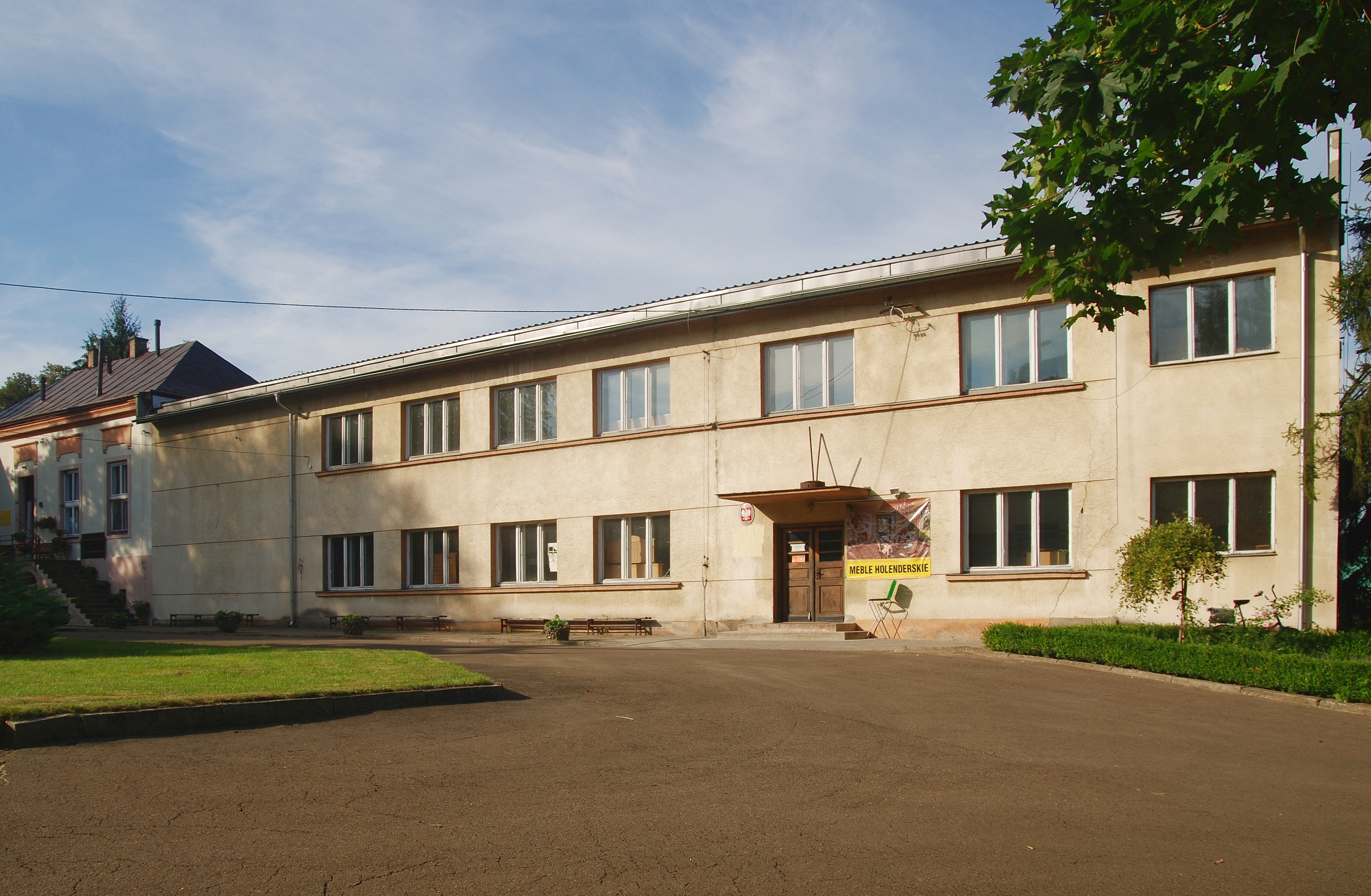
Zespół Szkół-Szkoła Górna
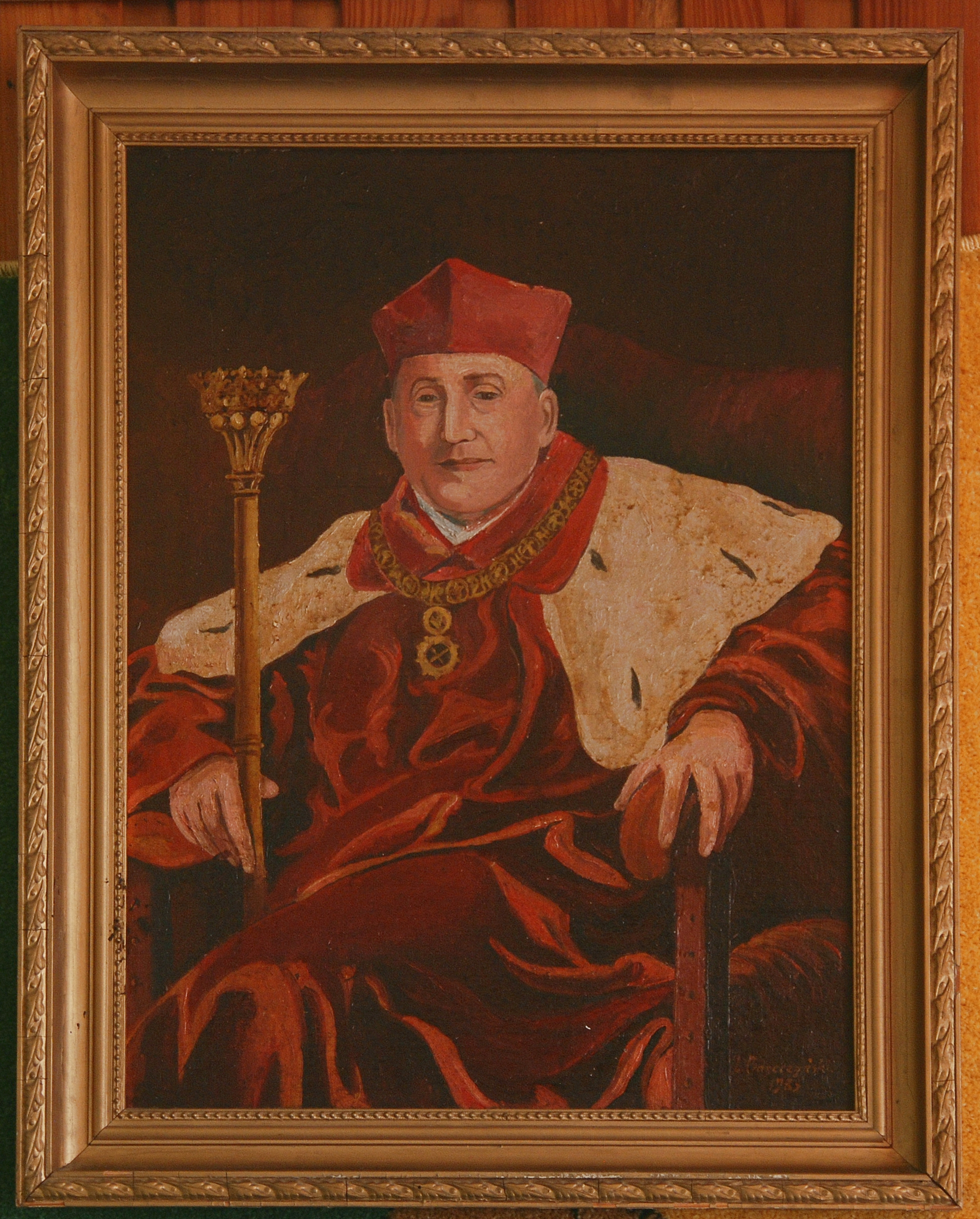
Zespół Szkół-patron prof. Teodor Marchlewski
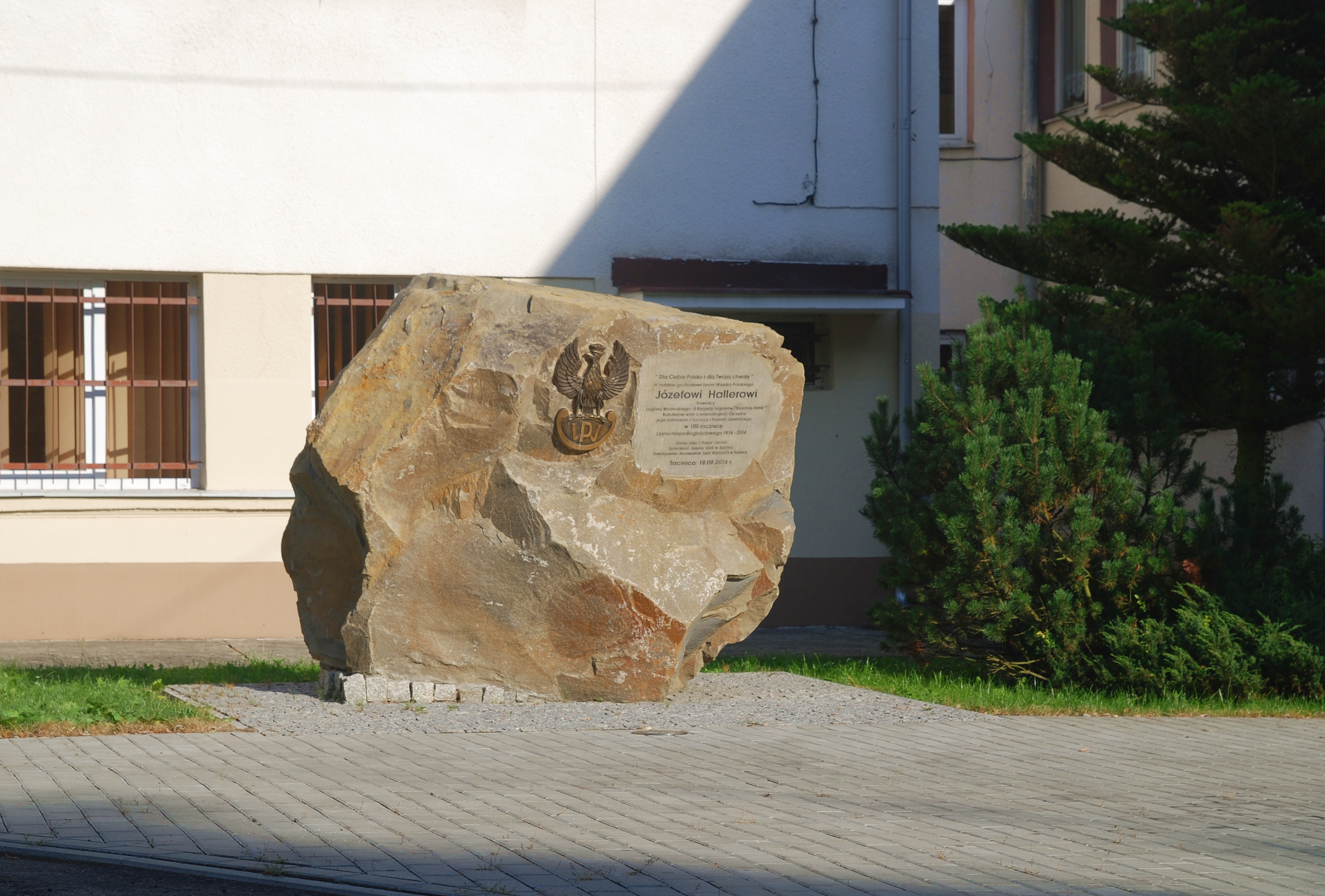
Zespół Szkół-obelisk Hallera i „Błękitnej Armii”
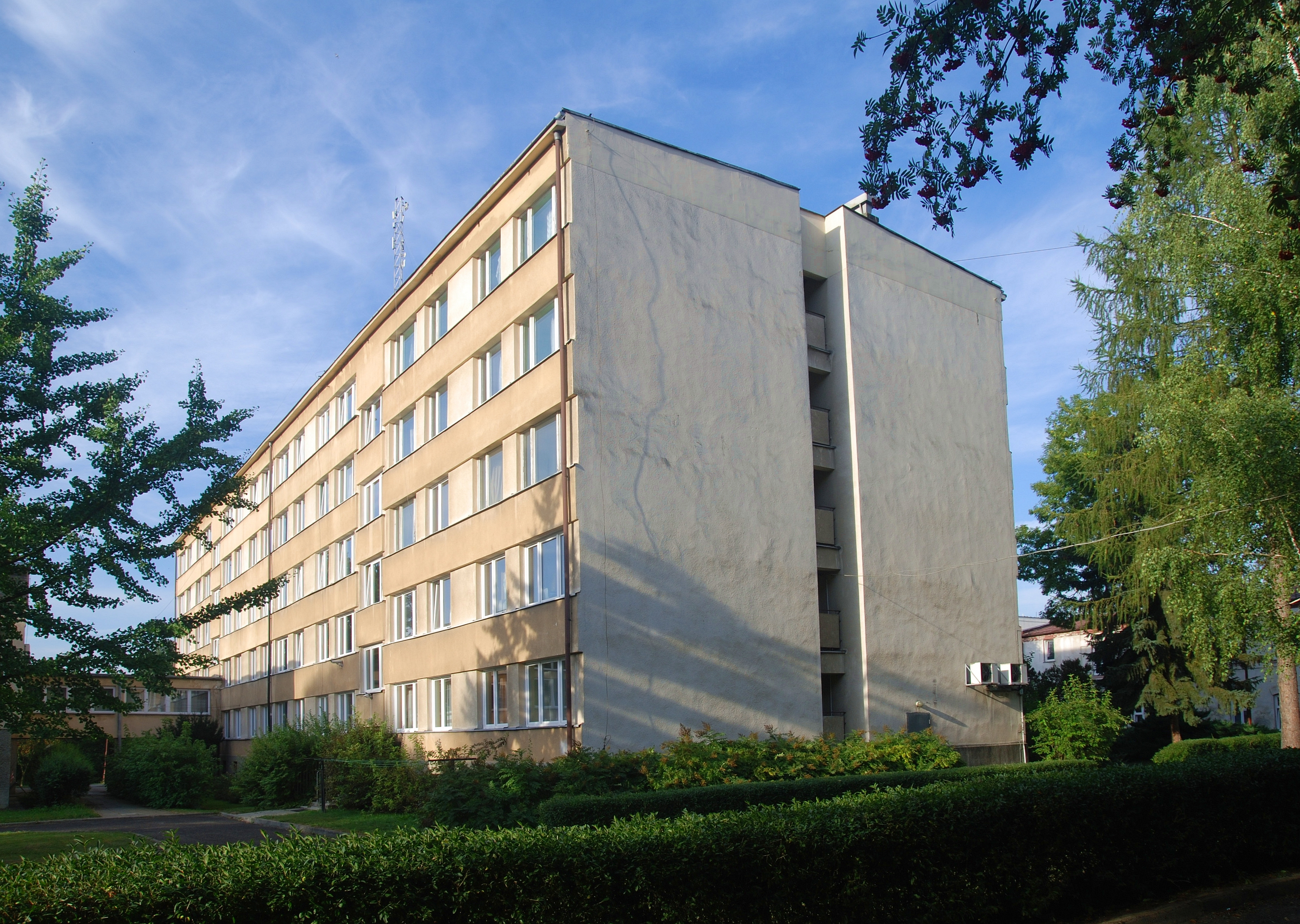
Zespół Szkół-internat
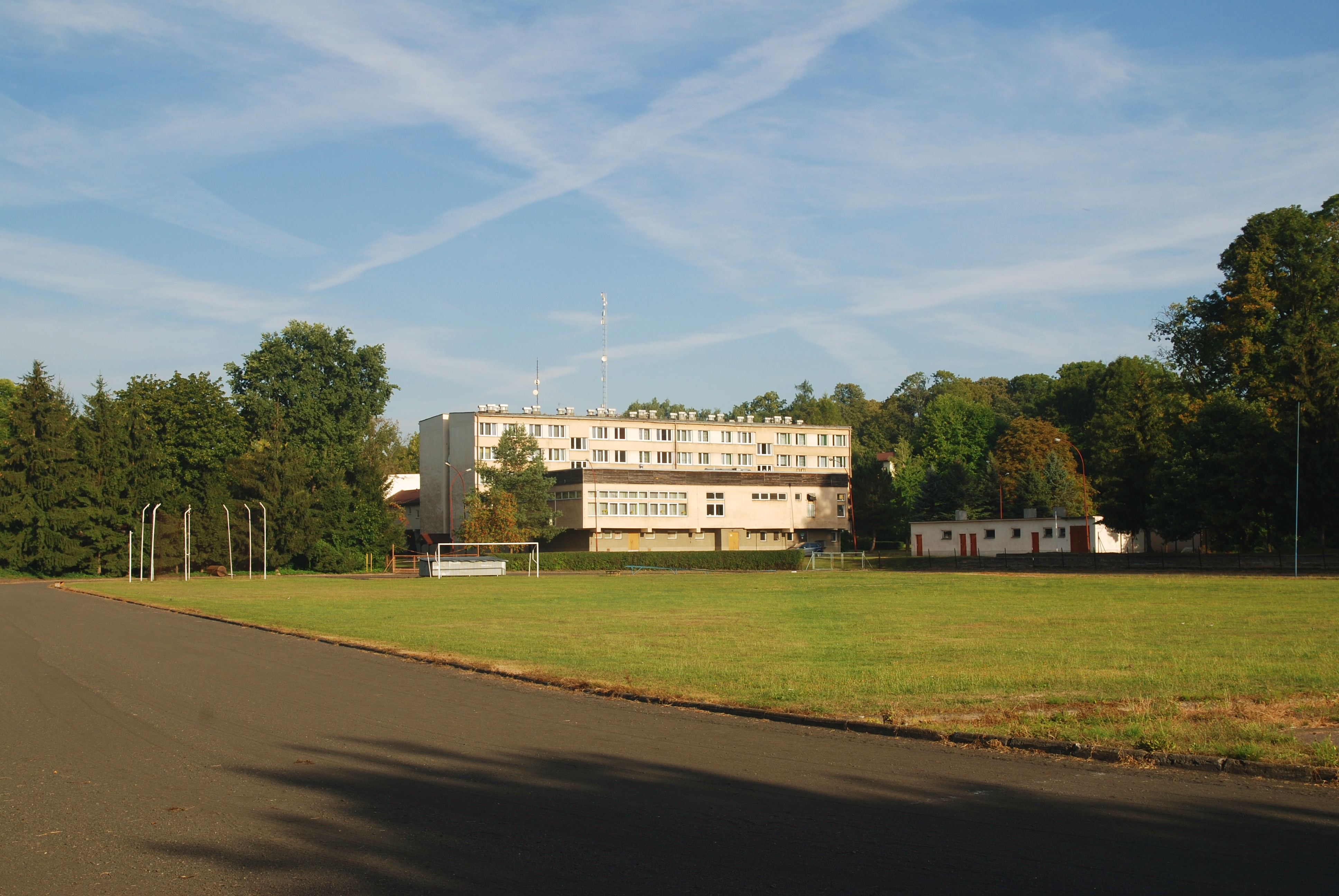
Zespół Szkół-stadion lekkoatletyczny (w tle stołówka i internat)
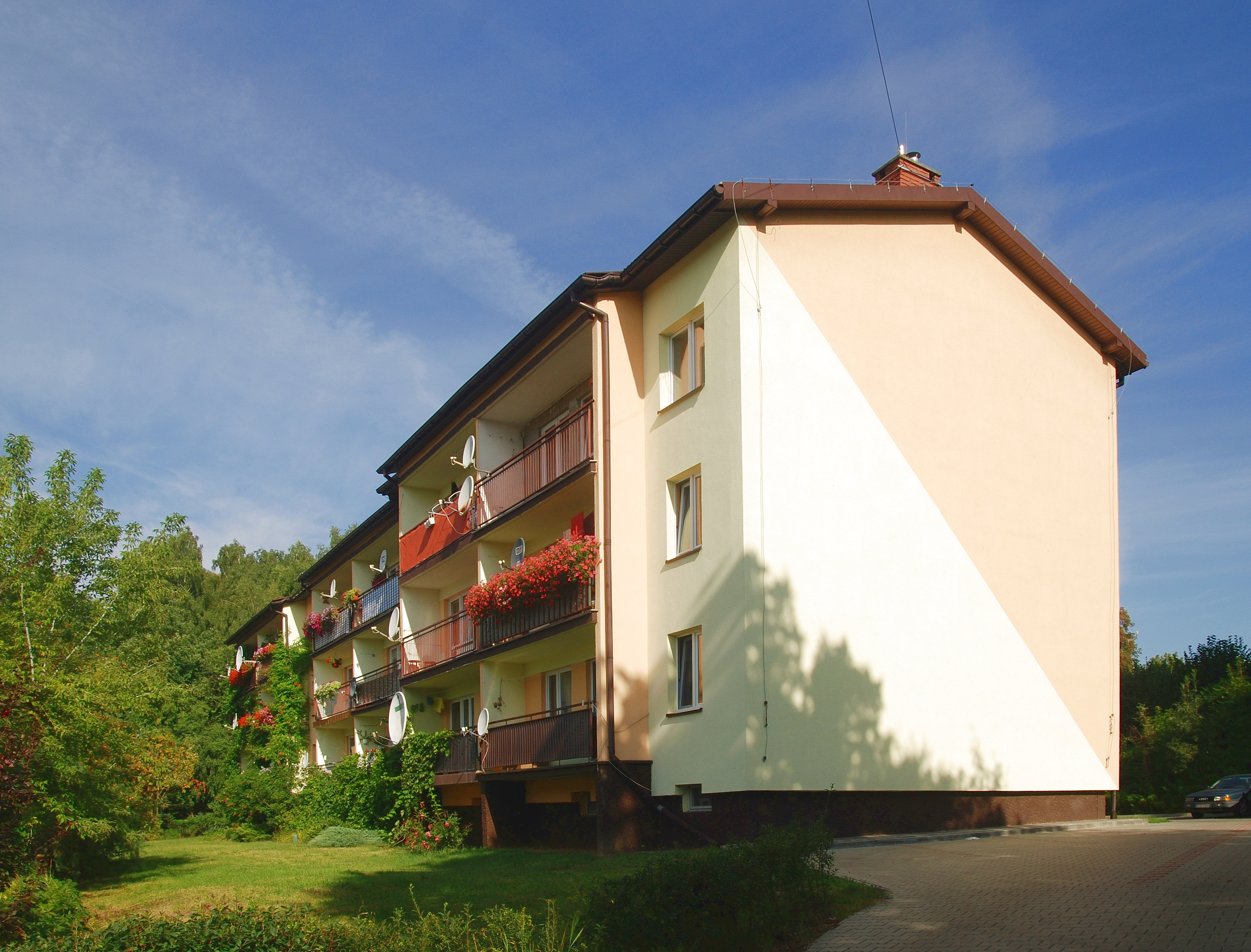
Zespół Szkół-dom nauczyciela
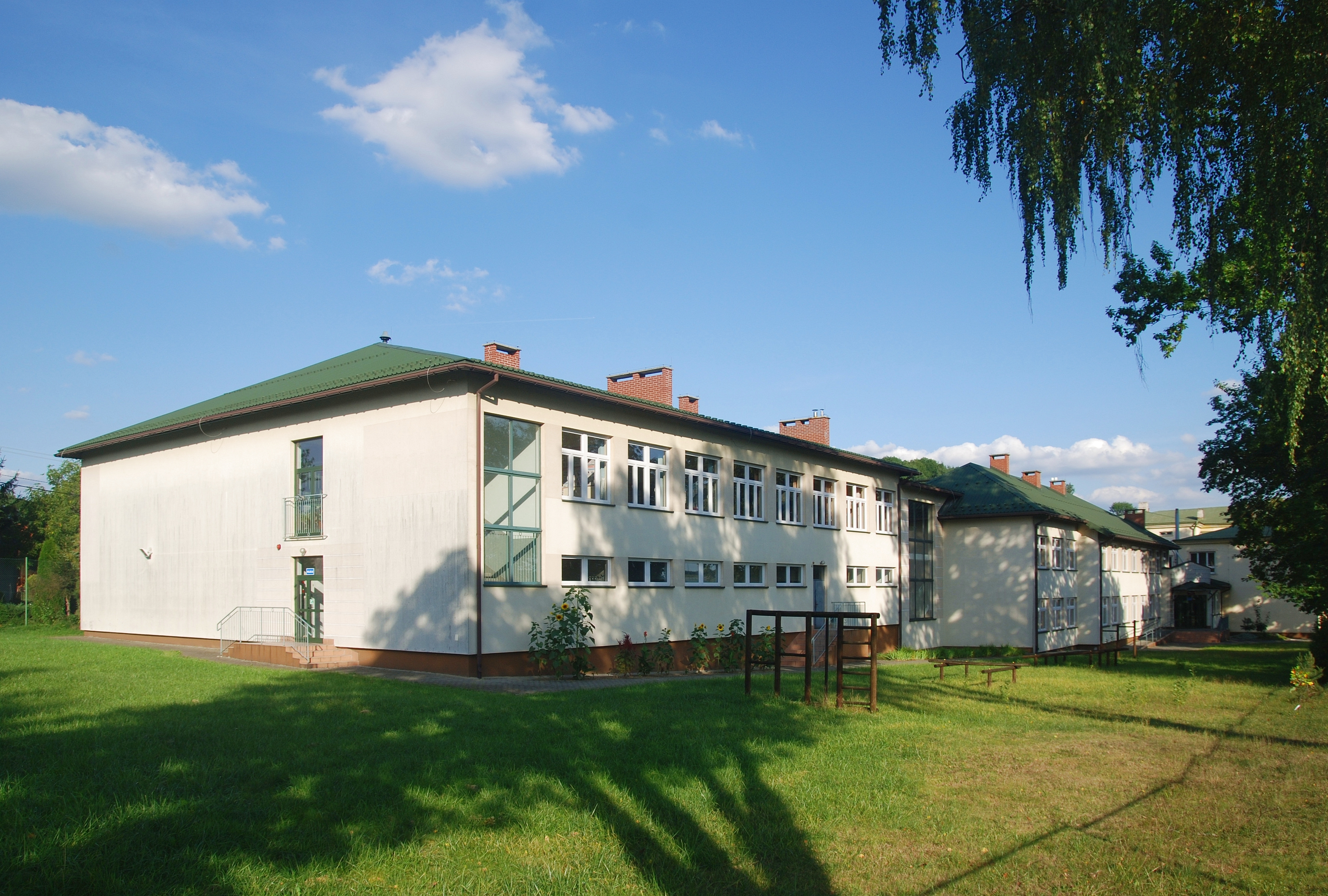
Publiczne Gimnazjum nr 2
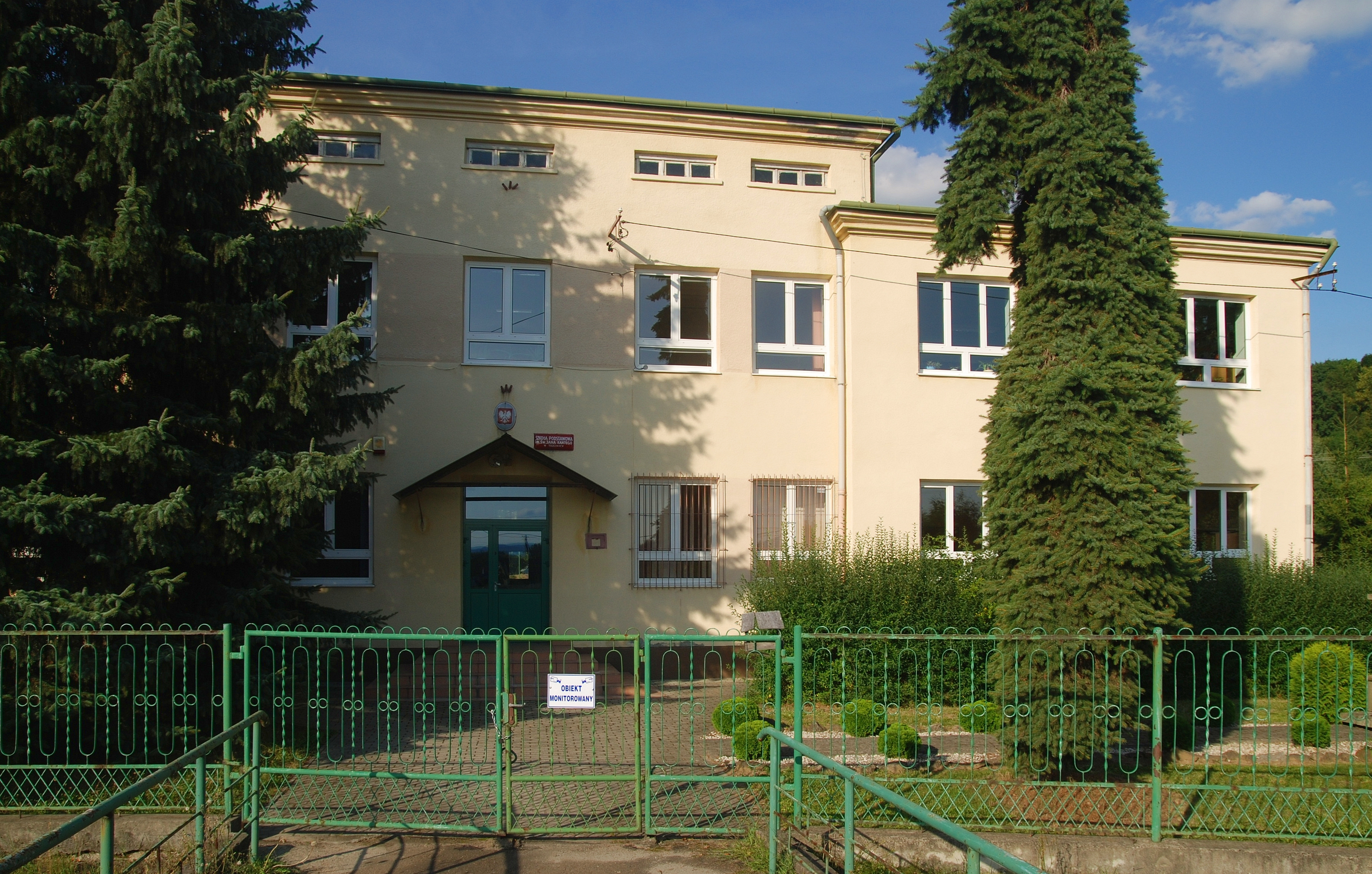
Szkoła Podstawowa
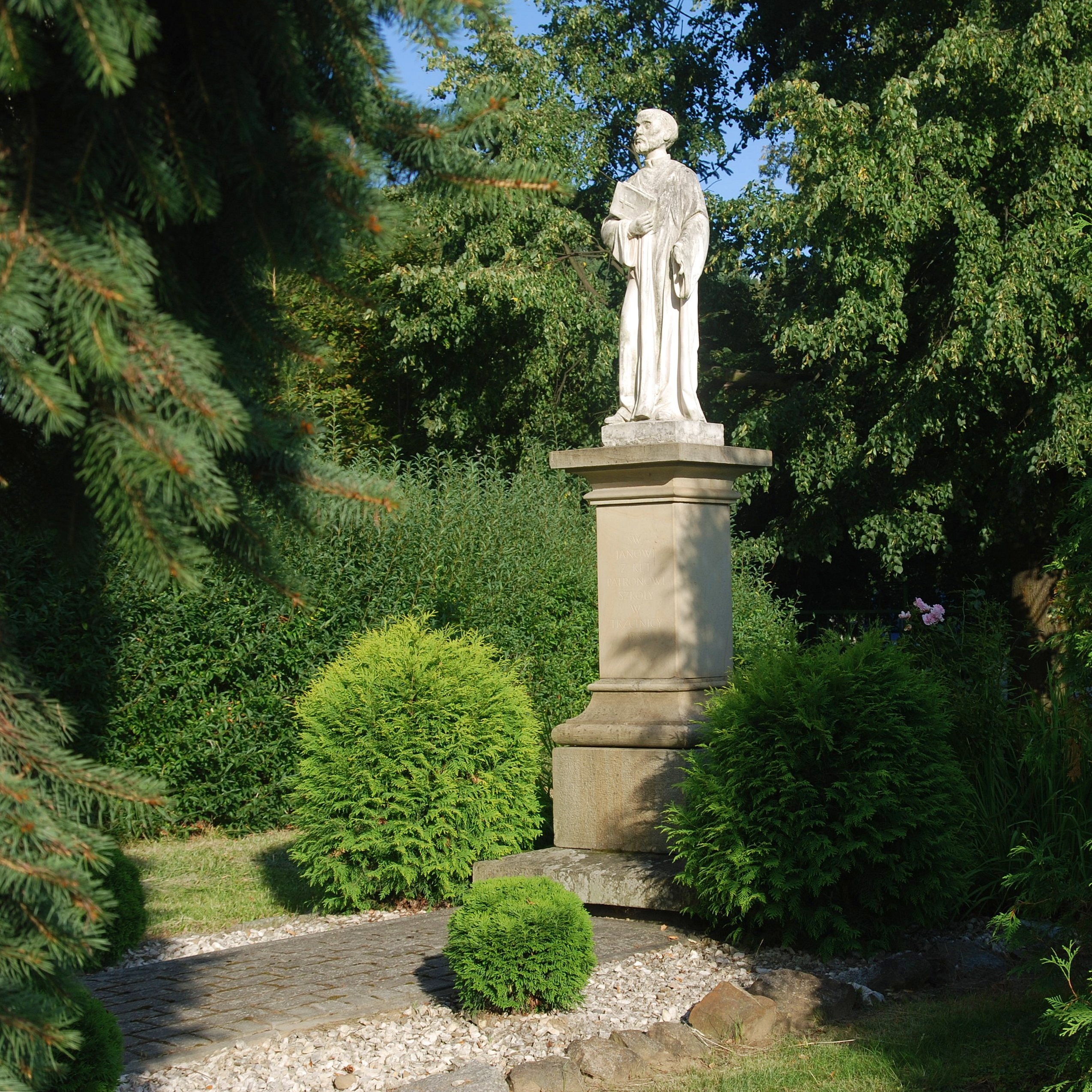
Szkoła podstawowa i gimnazjum-patron św. Jan Kanty
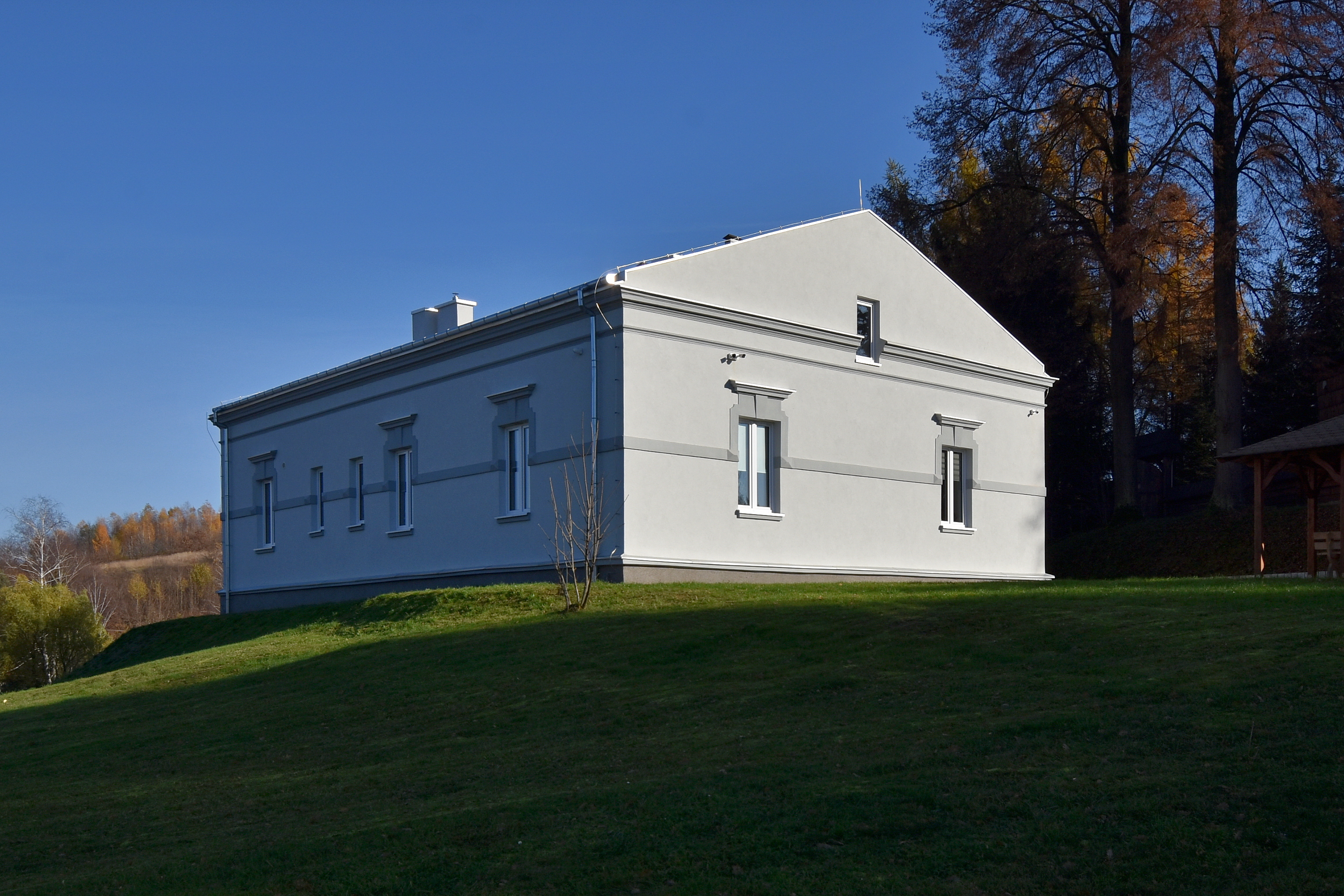
Biblioteka

### Gospodarka i życie społeczne
Wieś ma charakter rolniczy i nie posiada większych zakładów przemysłowych czy usługowych. Największy rozwój wsi nastąpił w drugiej połowie XX wieku. Z roku na rok przybywa nowych budynków mieszkalnych nowocześnie wyposażonych. W 2002 było w Trzcinicy 523 budynki mieszkalne.
We wsi działa Ochotnicza Straż Pożarna, której początki sięgają 1921. 07.05.2011 OSP otrzymała budynek nowej remizy.
W wyborach prezydenckich w 2005, 2010, 2015 i w 2020 wieś głosowała zdecydowanie na kandydatów konserwatywno-chadeckiej partii Prawo i Sprawiedliwość (2005: Lech Kaczyński, 80,28%, 2010: Jarosław Kaczyński, 76,15%, 2015: Andrzej Duda, 82,57%, 2020: Andrzej Duda, 82,29%) i wygrali oni z przedstawicielami chrześcijańsko-demokratycznej Platformy Obywatelskiej (2005: Donald Tusk, 19,72%, 2010: Bronisław Komorowski, 23,85%, 2015: Bronisław Komorowski, 17,43%, 2020: Rafał Trzaskowski, 17,71%).
W czerwcu 2020 roku wieś Trzcinica nawiedziła powódź błyskawiczna, która spowodowała uszkodzenie wielu domów i przyczyniła się do zniszczenia własności kilkudziesięciu mieszkańców. Była to wówczas jedna z najmocniej dotkniętych skutkami ulewnych deszczów miejscowości w powiecie jasielskim oraz województwie podkarpackim.
Infrastruktura techniczna – galeria

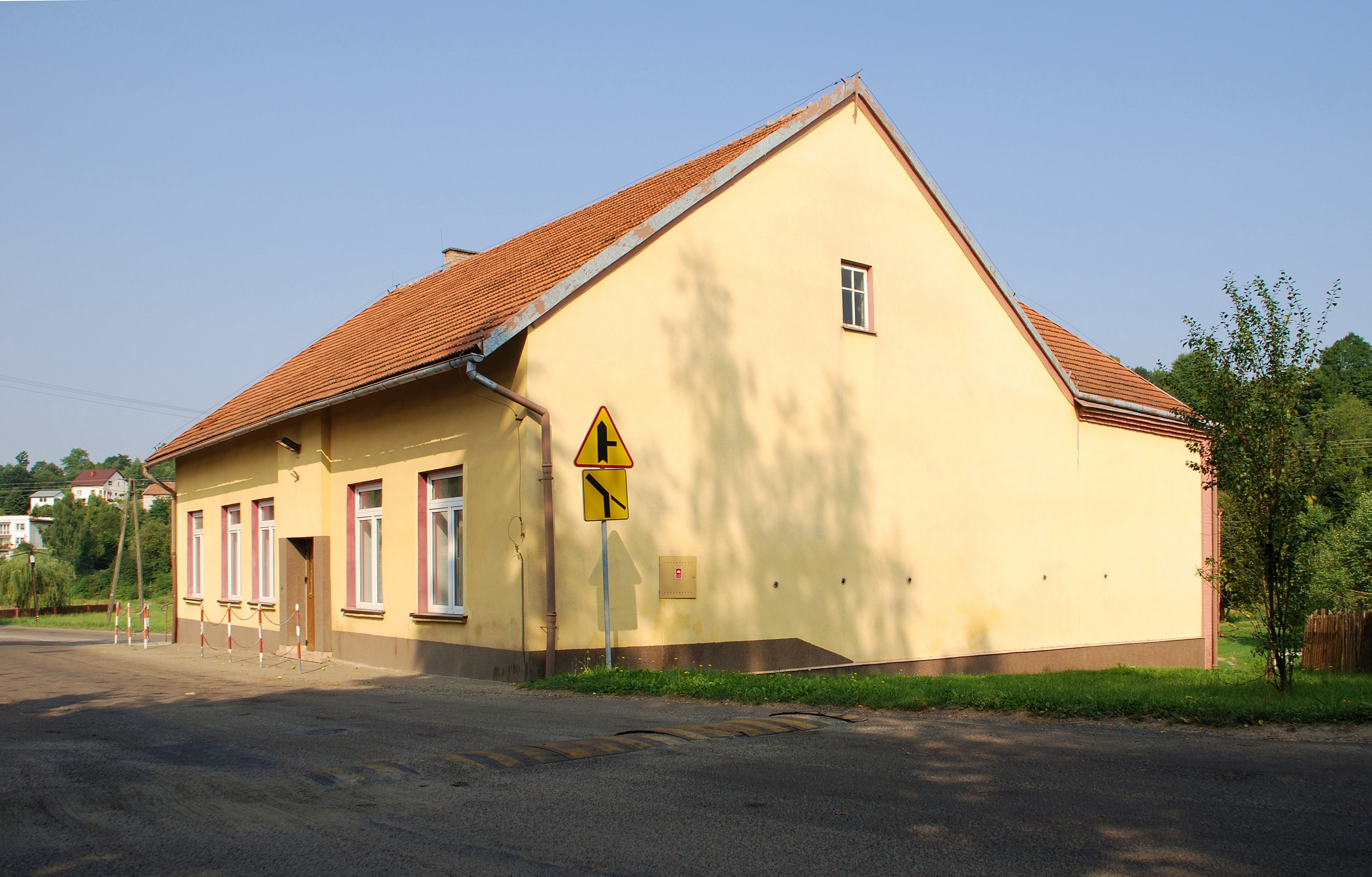
Dom ludowy
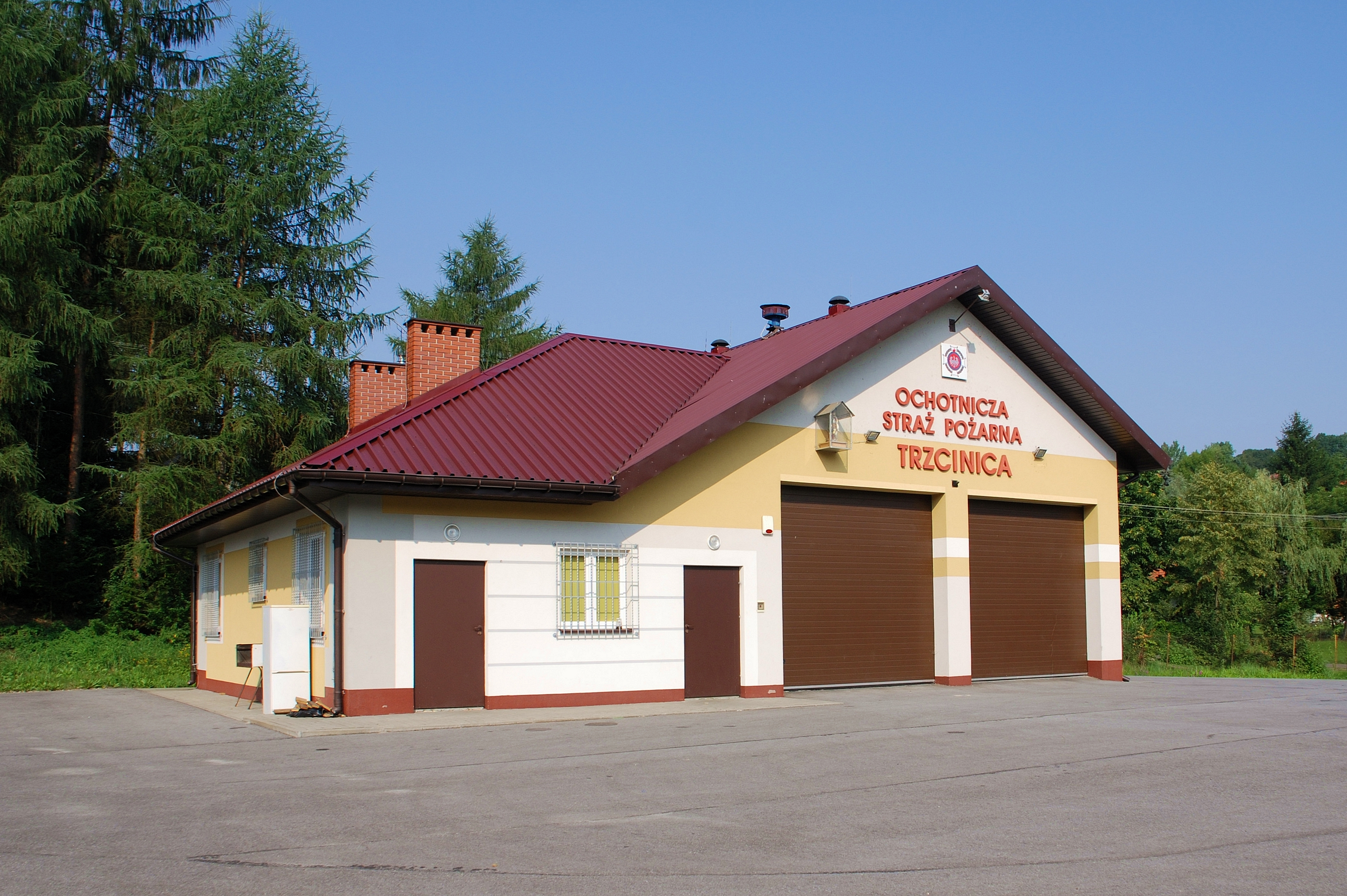
Remiza OSP
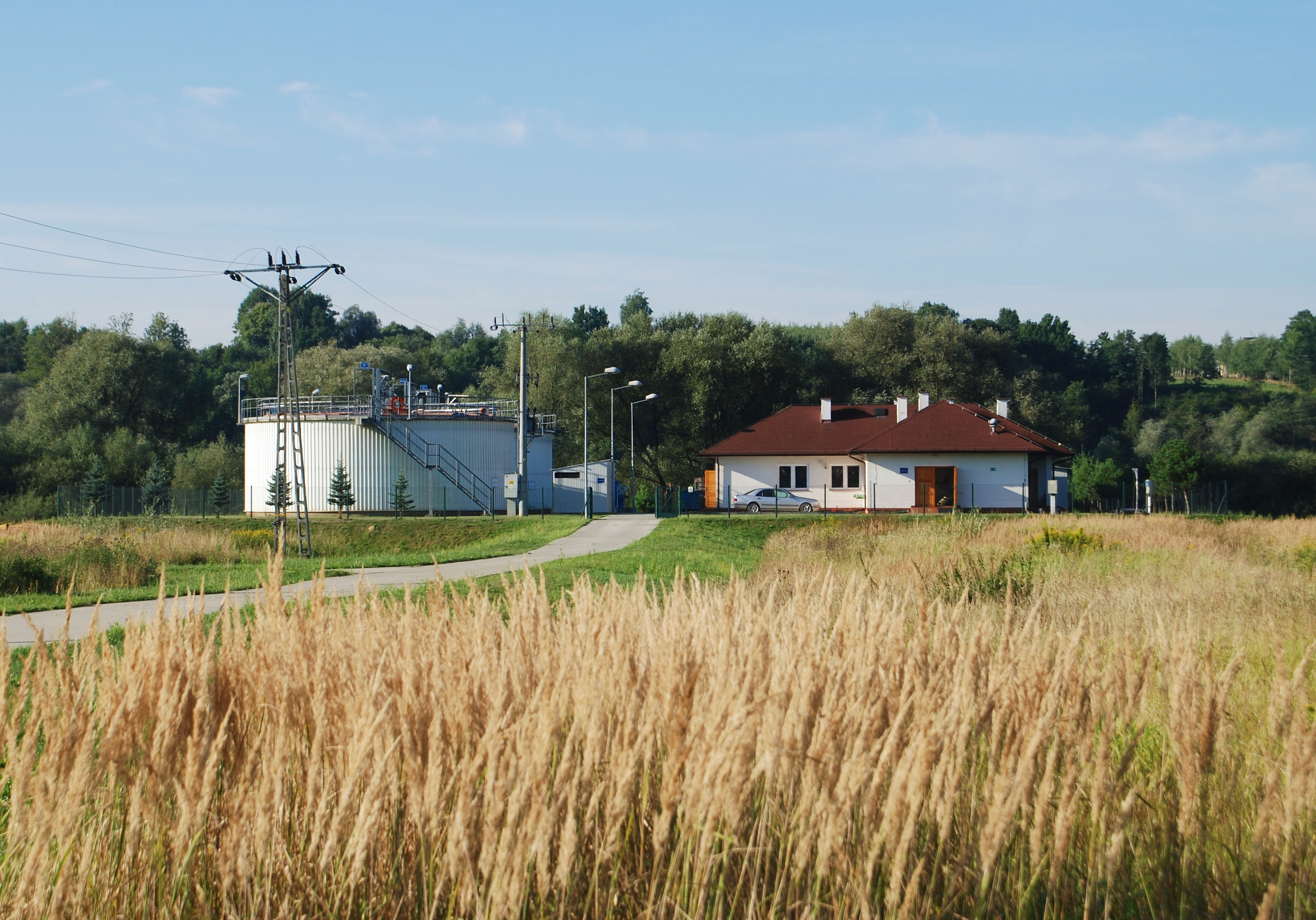
Oczyszczalnia ścieków
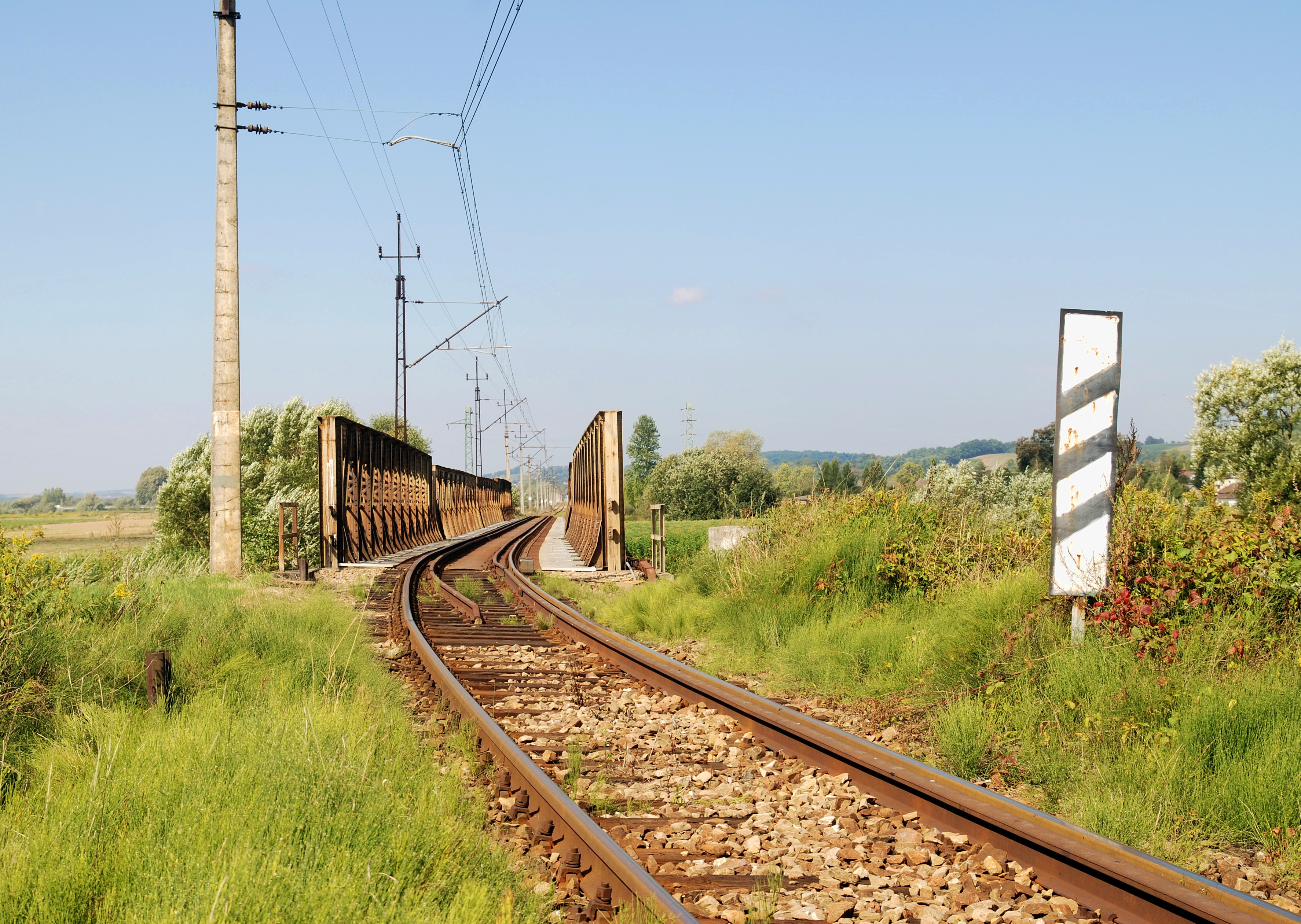
Most kolejowy na Ropie w Trzcinicy
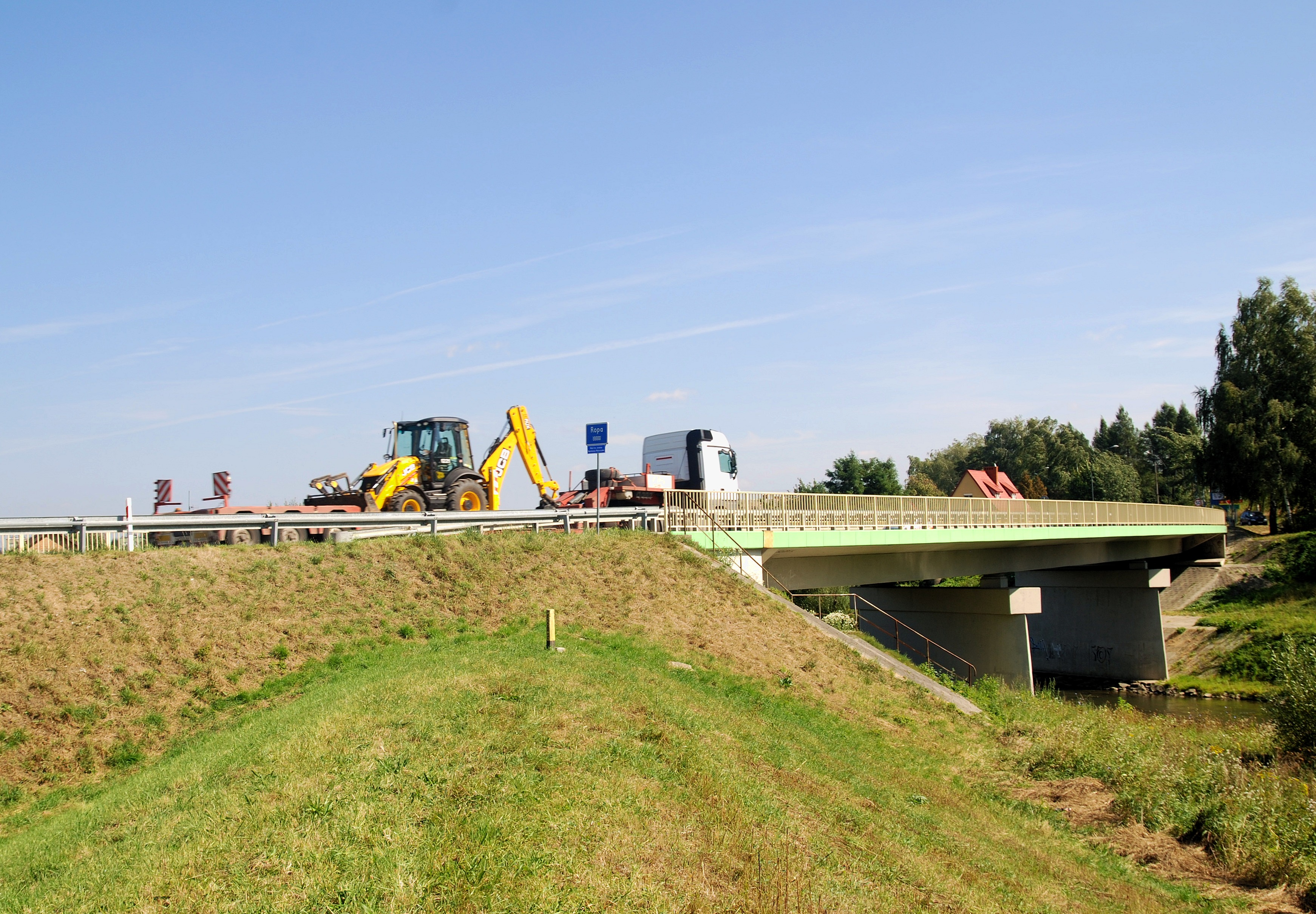
Most na Ropie w ciągu drogi krajowej nr 28
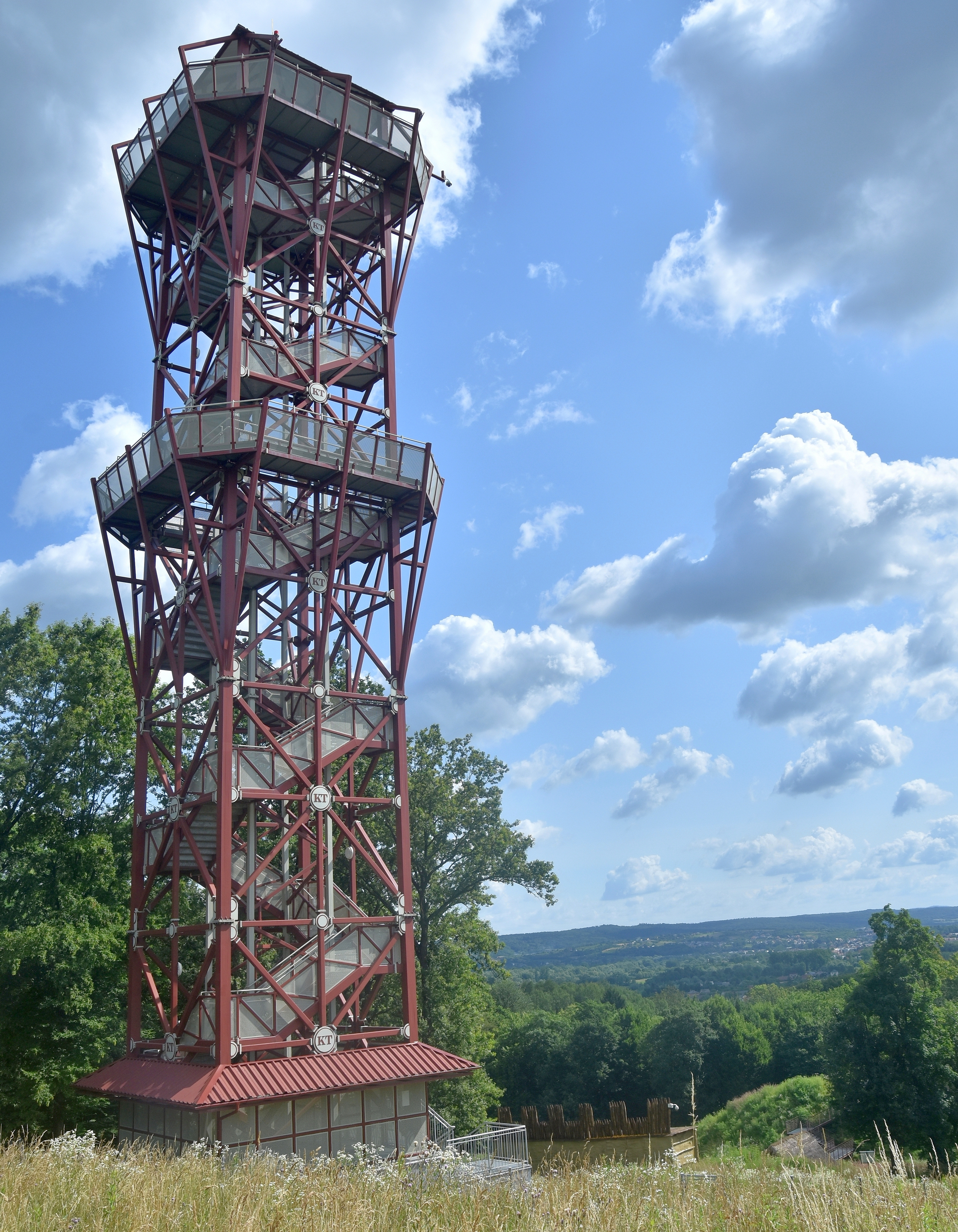
Wieża widokowa na terenie skansenu

### Religia
Mieszkańcy Trzcinicy w zdecydowanej większości to wyznawcy kościoła rzymskokatolickiego. We wsi znajduje się
parafia należąca do diecezji rzeszowskiej w dekanacie Jasło Zachód i dwa kościoły, parafialny z 1987 i zabytkowy drewniany.
Architektura sakralna – galeria

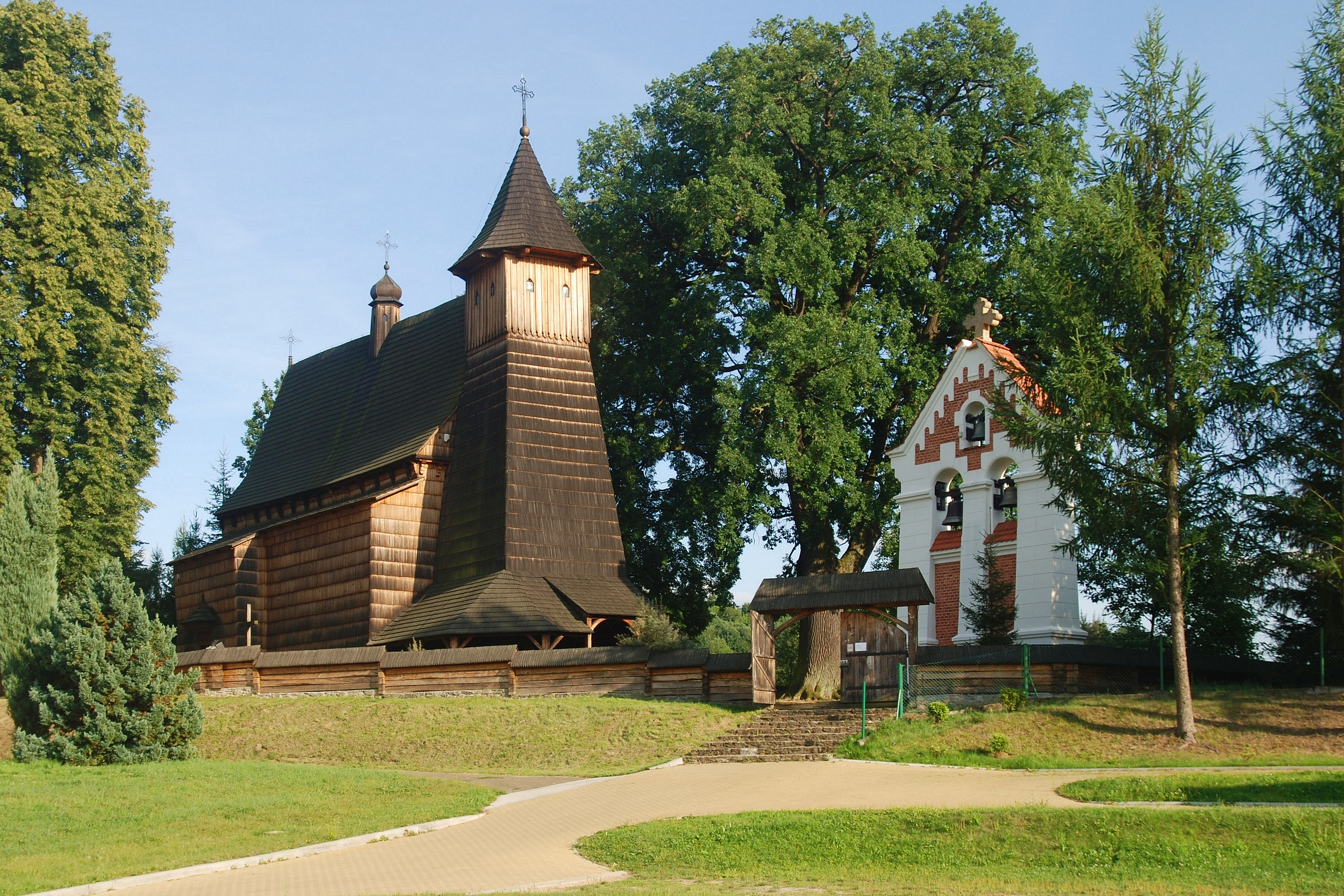
Drewniany kościół pw. św. Doroty z dzwonnicą
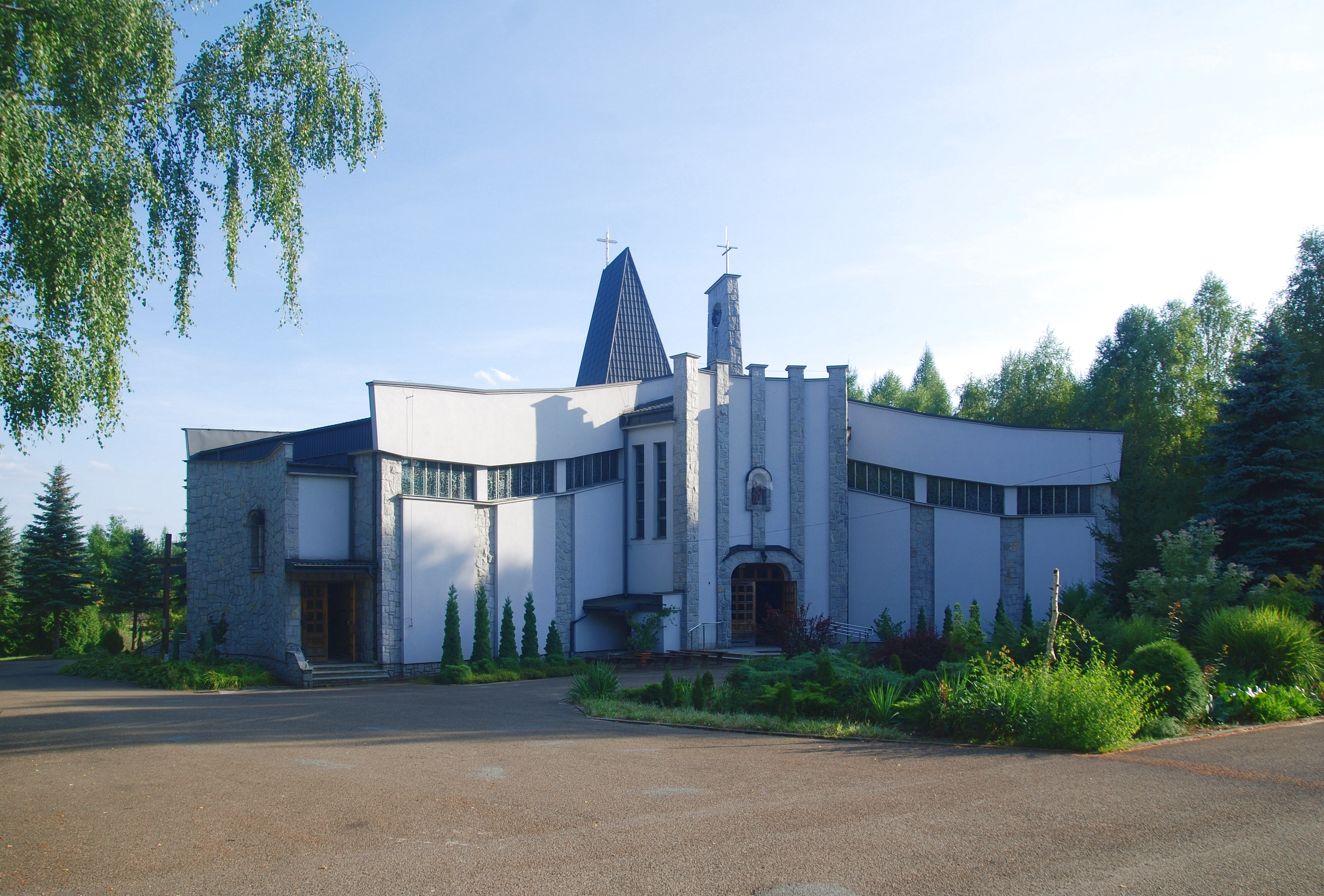
Kościół parafialny
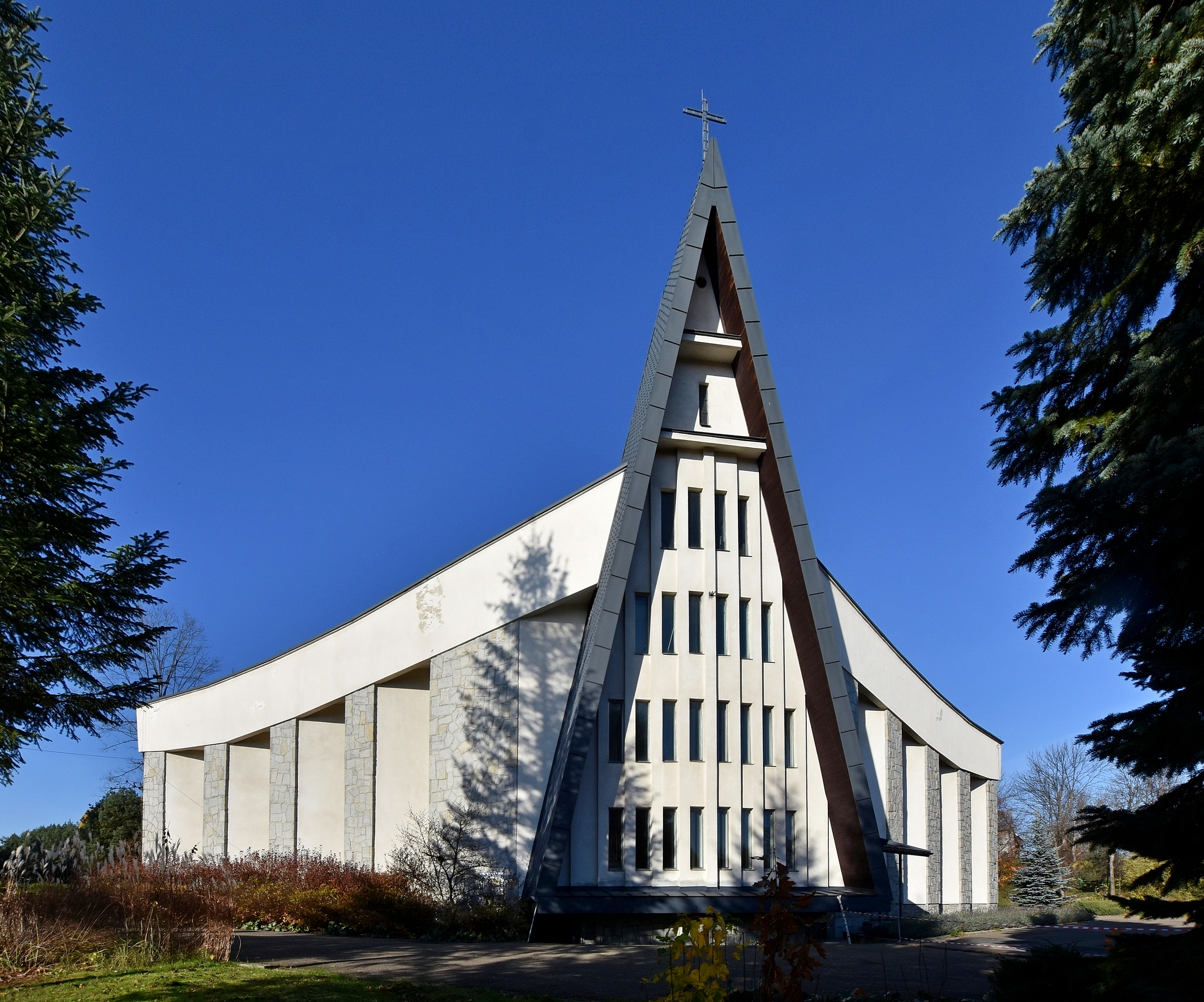
Kościół parafialny widok od frontu
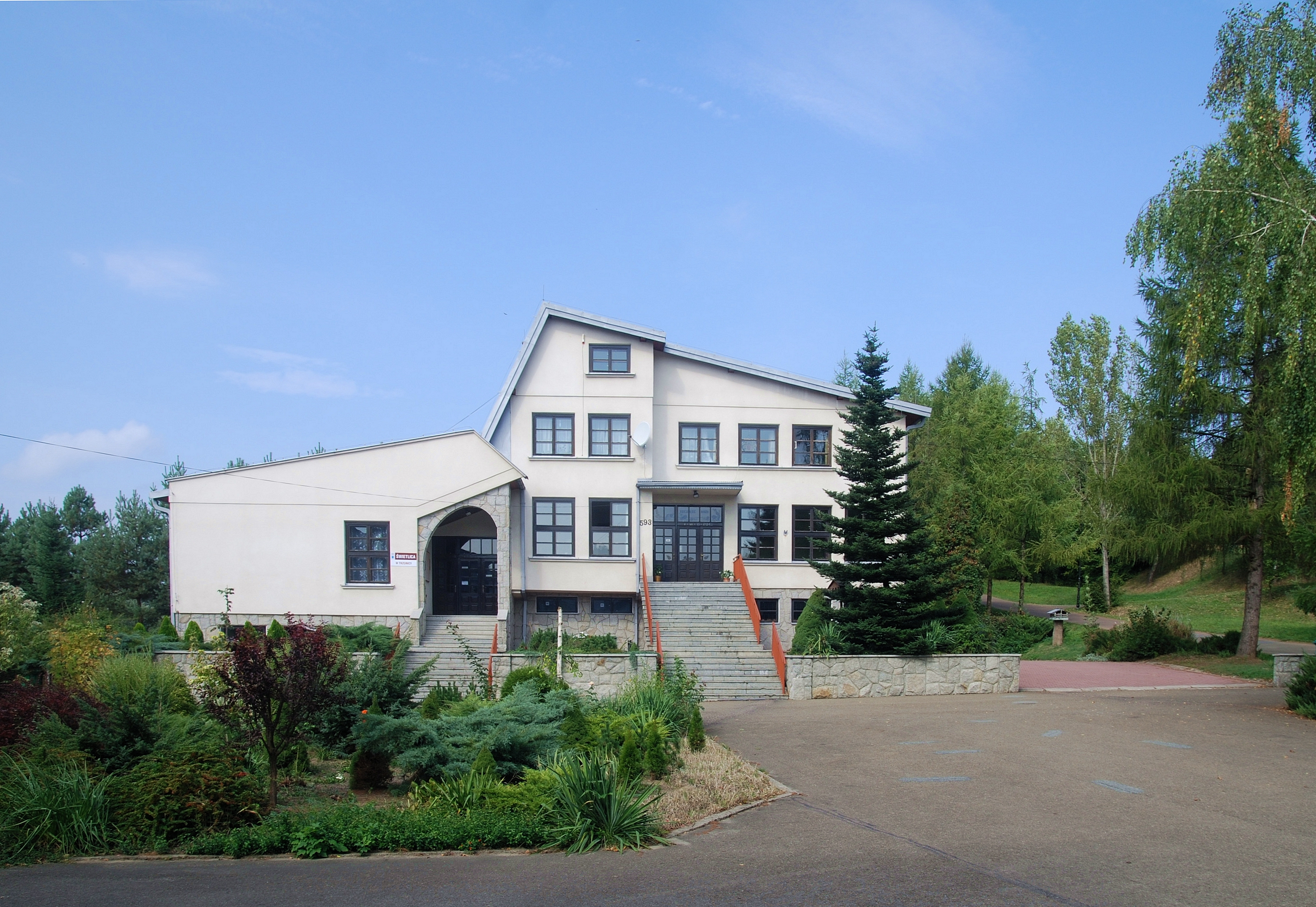
Plebania
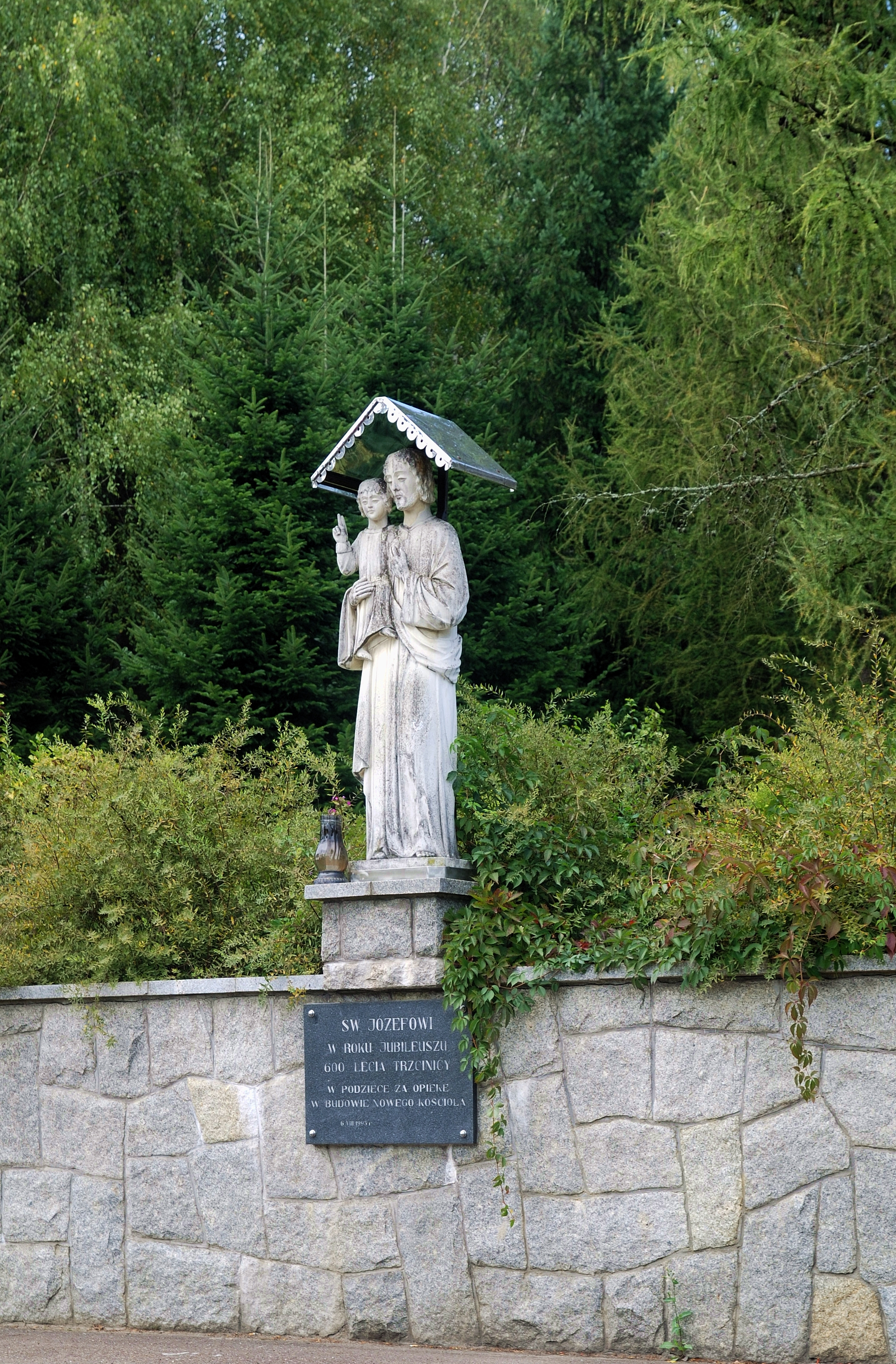
Figura przed kościołem
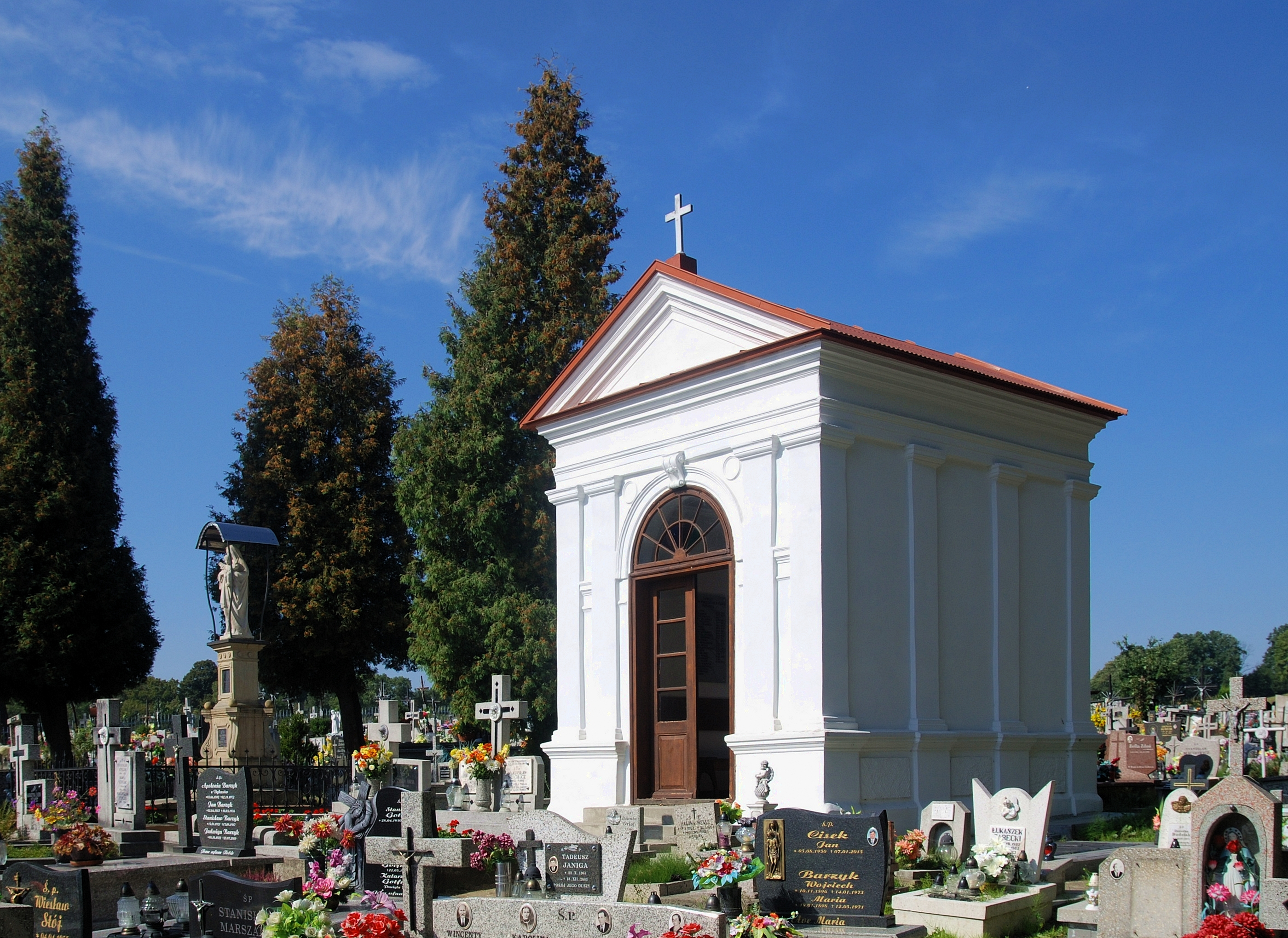
Cmentarz parafialny
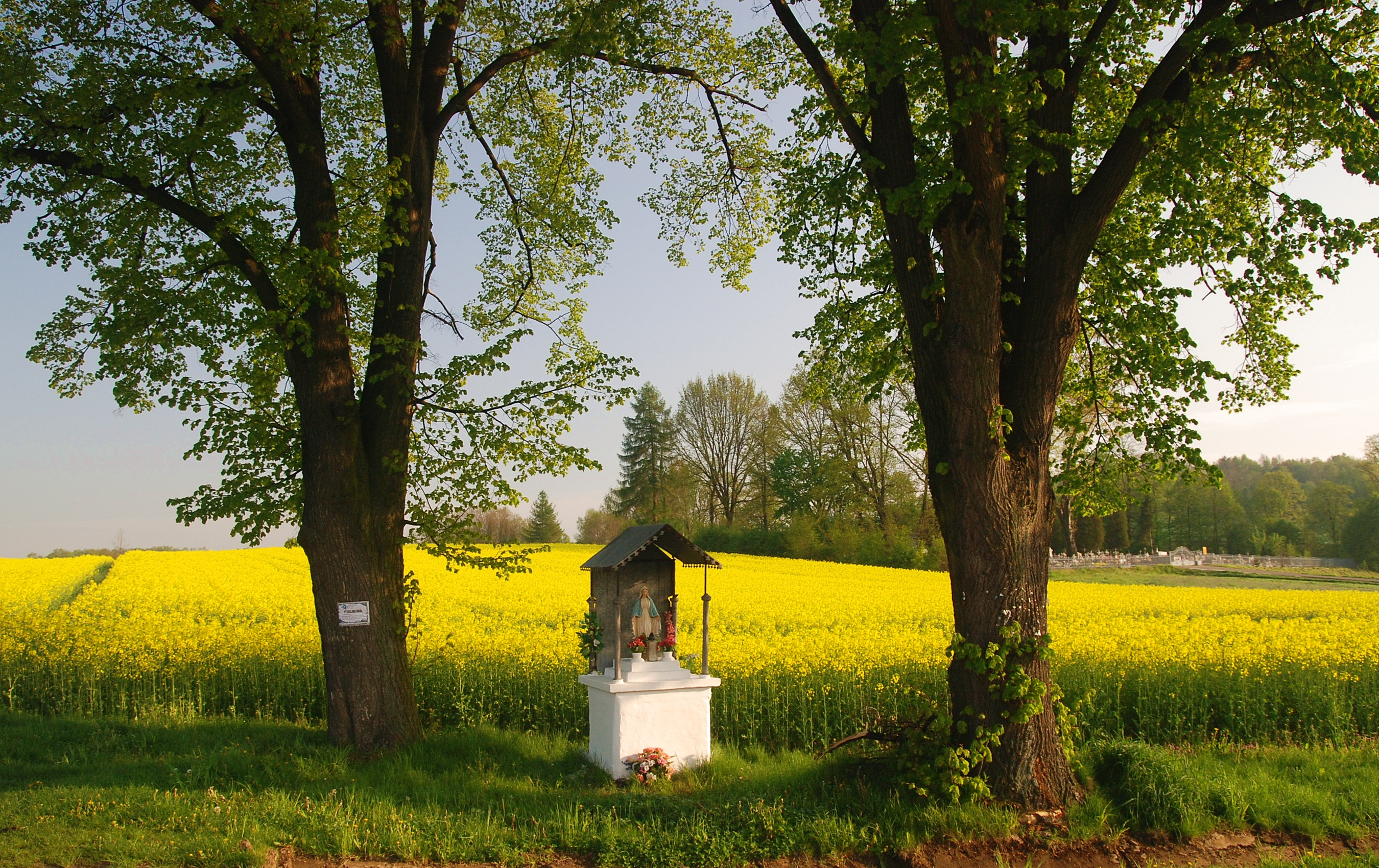
Kapliczka przydrożna
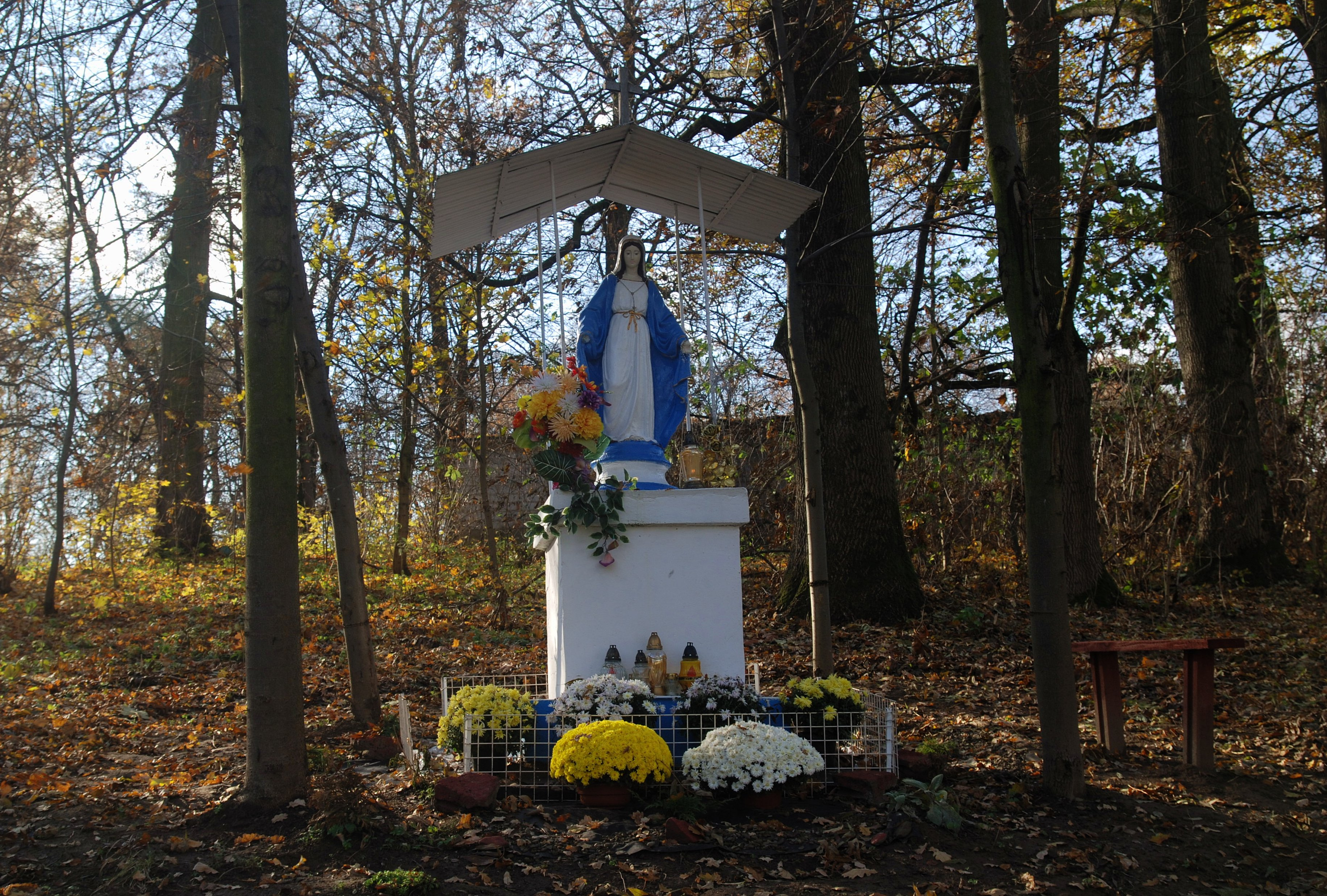
Kapliczka w parku podworskim
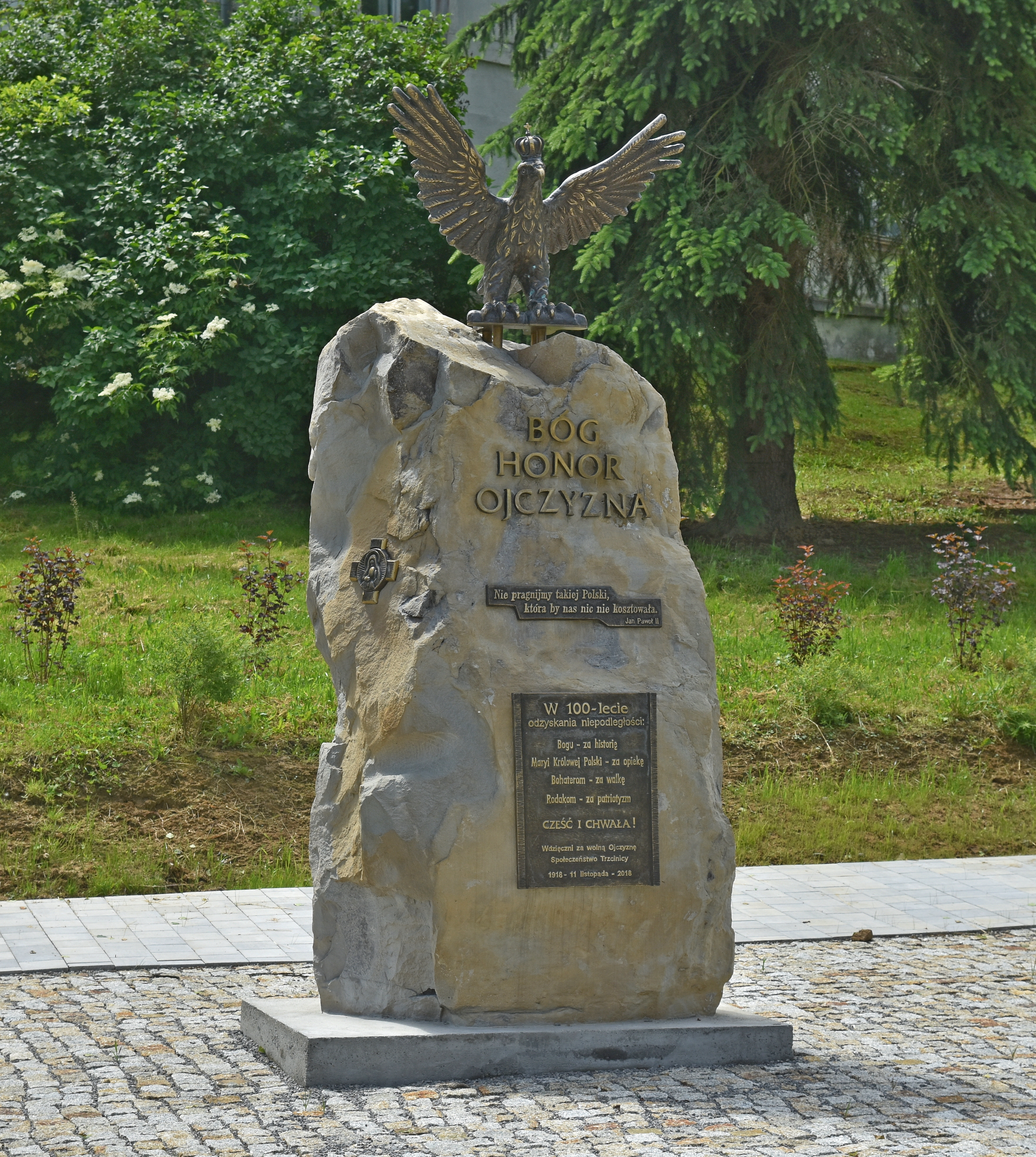
Pomnik stulecia odzyskania niepodległości 1918–2018

### Zabytki
- Kościół pw. św. Doroty

Kościół pw. Św. Doroty – wzniesiony prawdopodobnie pod koniec XV w. W końcu XVI w. do nawy dobudowano od zach. wieżę-dzwonnicę, pokryty gontem. Remontowany i częściowo przekształcony w początkach XIX i XX w. Wnętrze dekorowane cenną polichromią renesansową z ok. poł. XVI w. oraz manierystyczną z ok. poł. VII w. (świątynia należy do najstarszego typu konstrukcyjnego zrębowych kościołów drewnianych zwanego systemem więźbowo-zaskrzynieniowo-zaczepowym). Kościół znajduje się na szlaku architektury drewnianej województwa podkarpackiego (Trasa VIII).
- Dzwonnica murowana z 1906 (nr rej.: A-734 z 30.01.2012)
- Zespół dworski wpisany do rejestru zabytków pod numerem A-45 z dnia 04.07.1984[37] w skład którego wchodzą:
  - dwie oficyny parterowe wschodnia i zachodnia wysoko podpiwniczone, nakryte czterospadowymi dachami rozplanowane wokół dziedzińca z przełomu XVIII i XIX w.
  - oranżeria z charakterystyczną trójkondygnacyjną, nakrytą namiotowym dachem wieżą o strołukowych oknach i blendach z 1907
  - oficyna, pocz. XIX
  - spichrz, pocz. XIX
  - fragment ściany stodoły z zegarem słonecznym, XIX
  - park, XVIII/XIX
  - ogrodzenie z bramą, XVIII/XIX

Pozostałe zabytki i obiekty historyczne to:
- Cmentarz parafialny
- Cmentarz z I wojny światowej nr 25

Zabytki – galeria

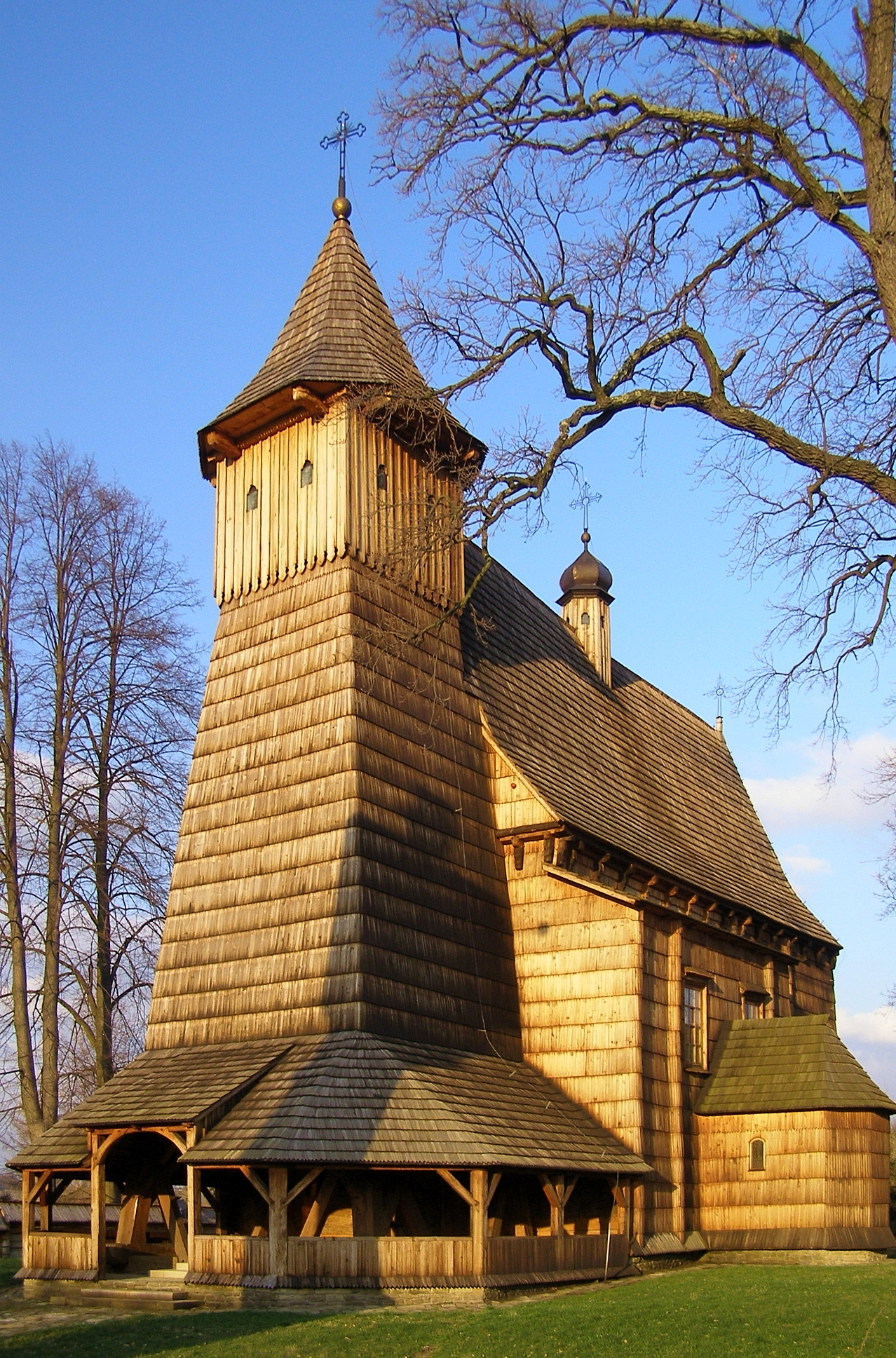
Kościół św. Doroty
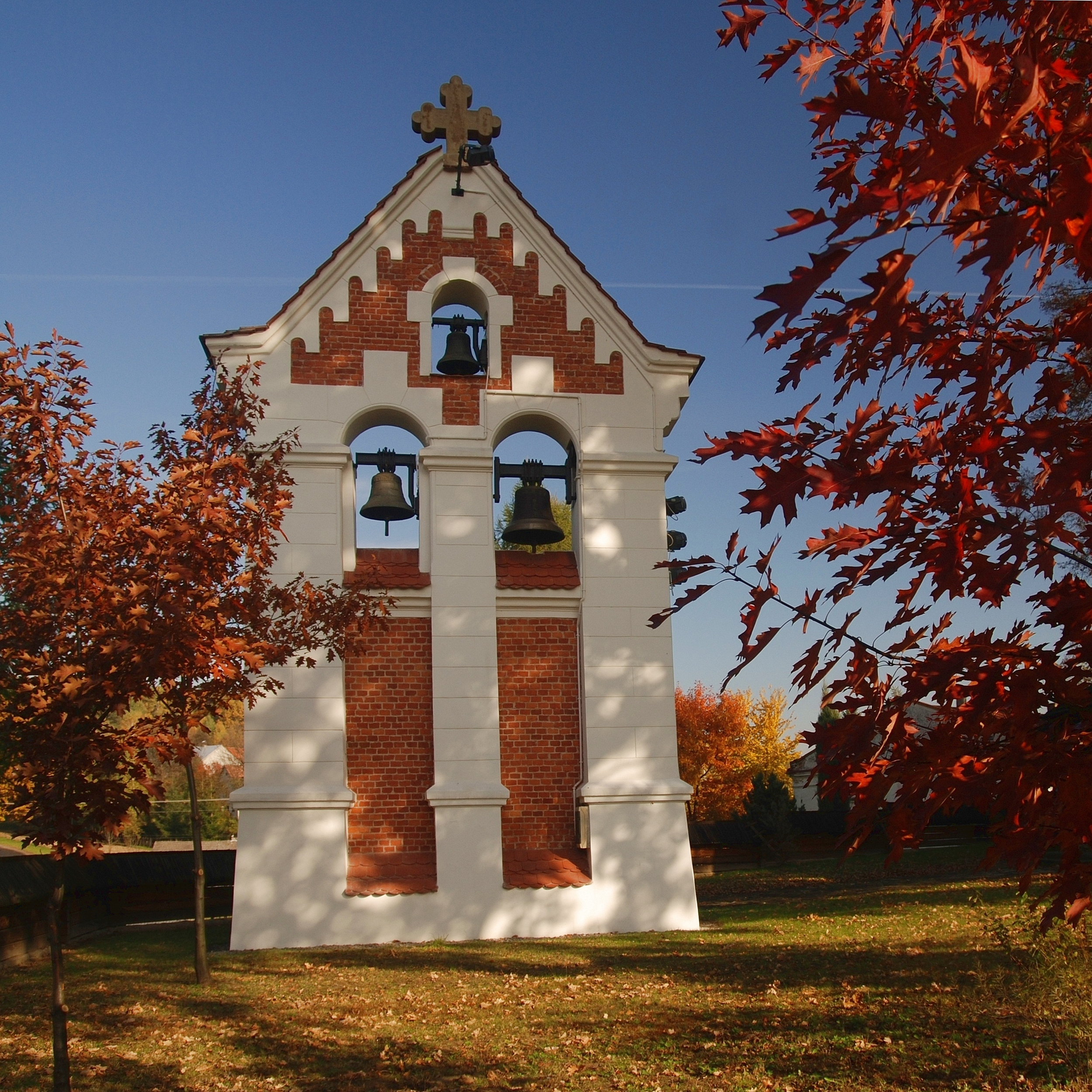
Dzwonnica
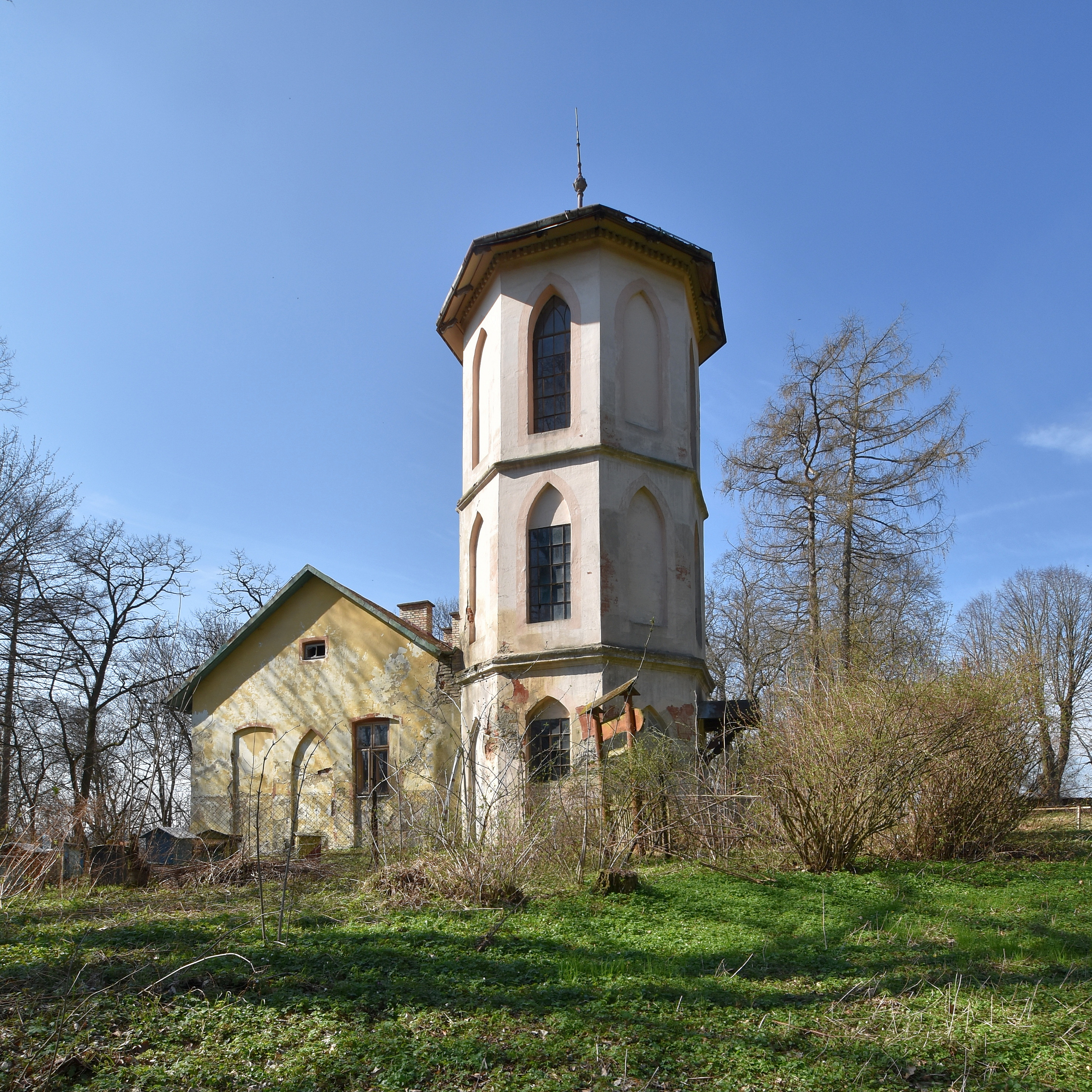
Zespół dworski-dwór
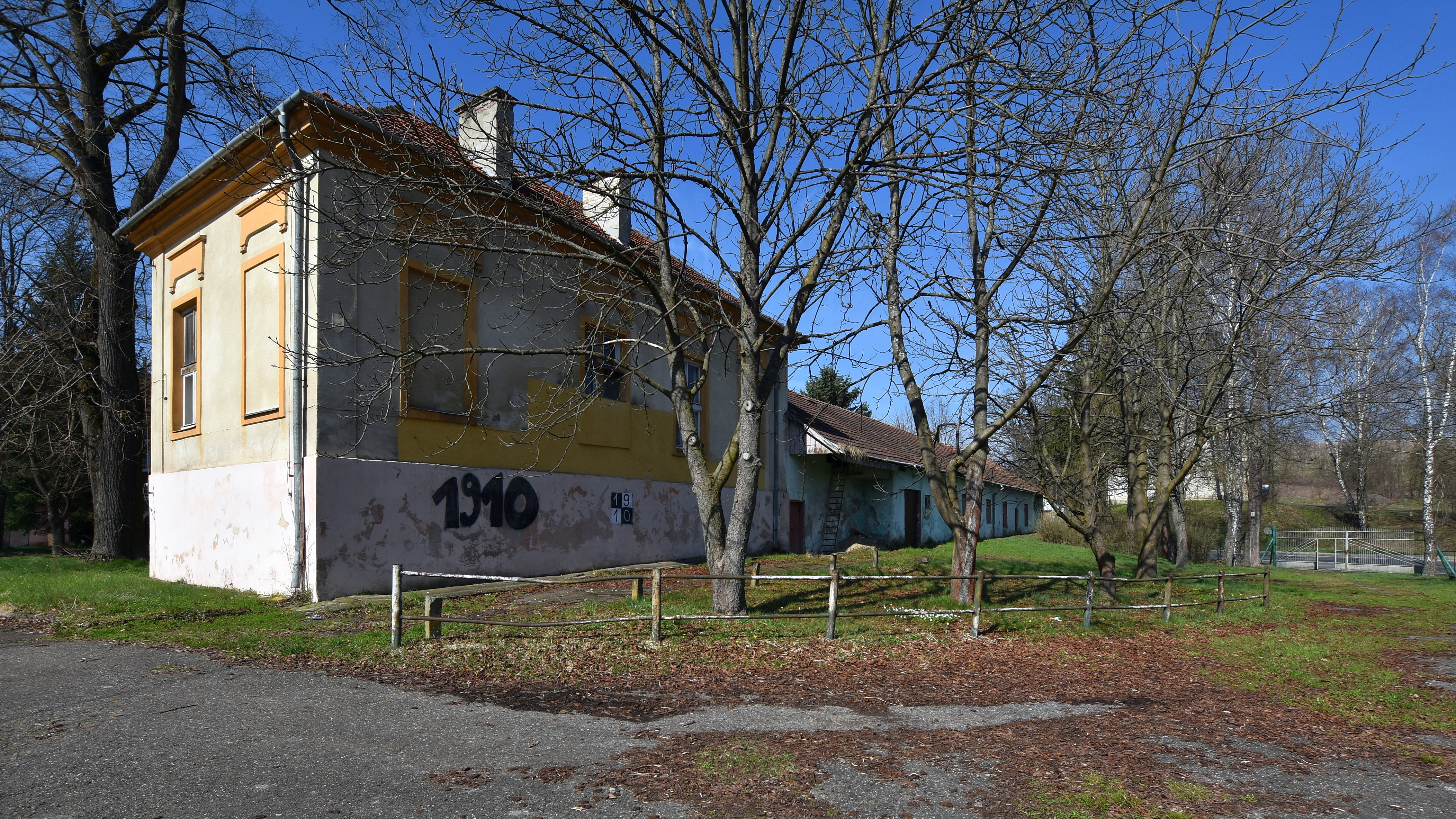
Zespół dworski-oficyna wschodnia
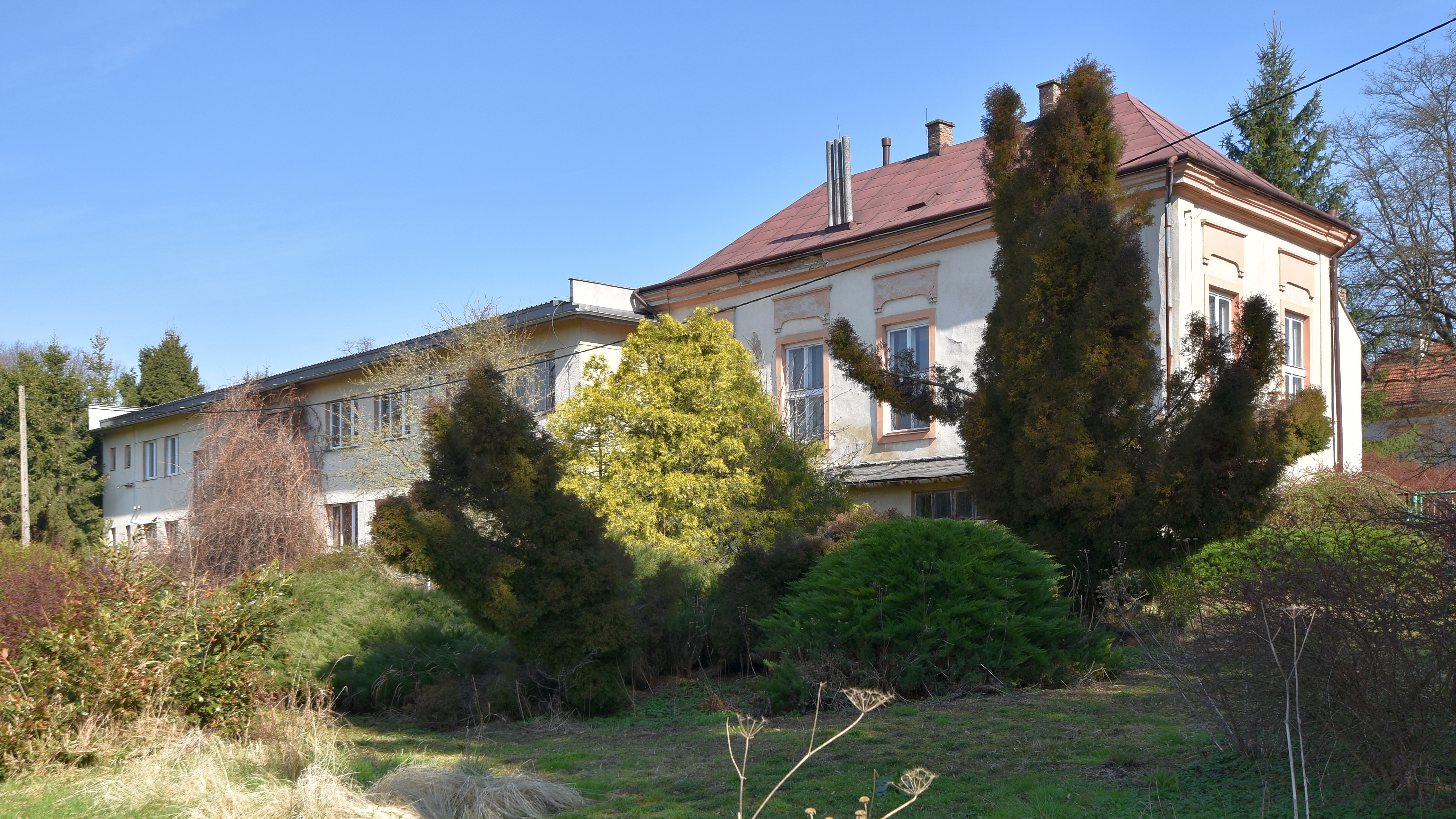
Zespół dworski-oficyna zachodnia
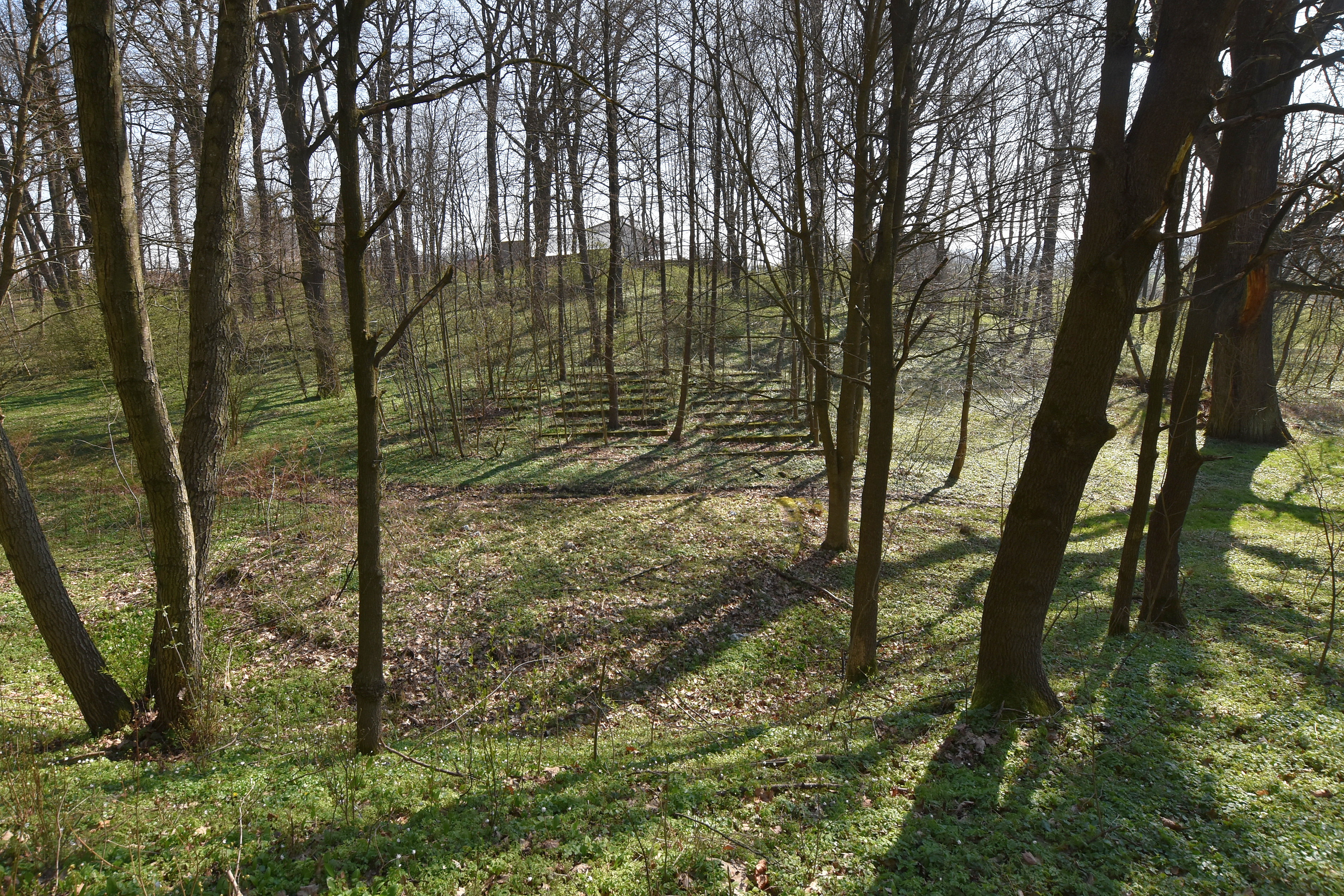
Zespół dworski-park
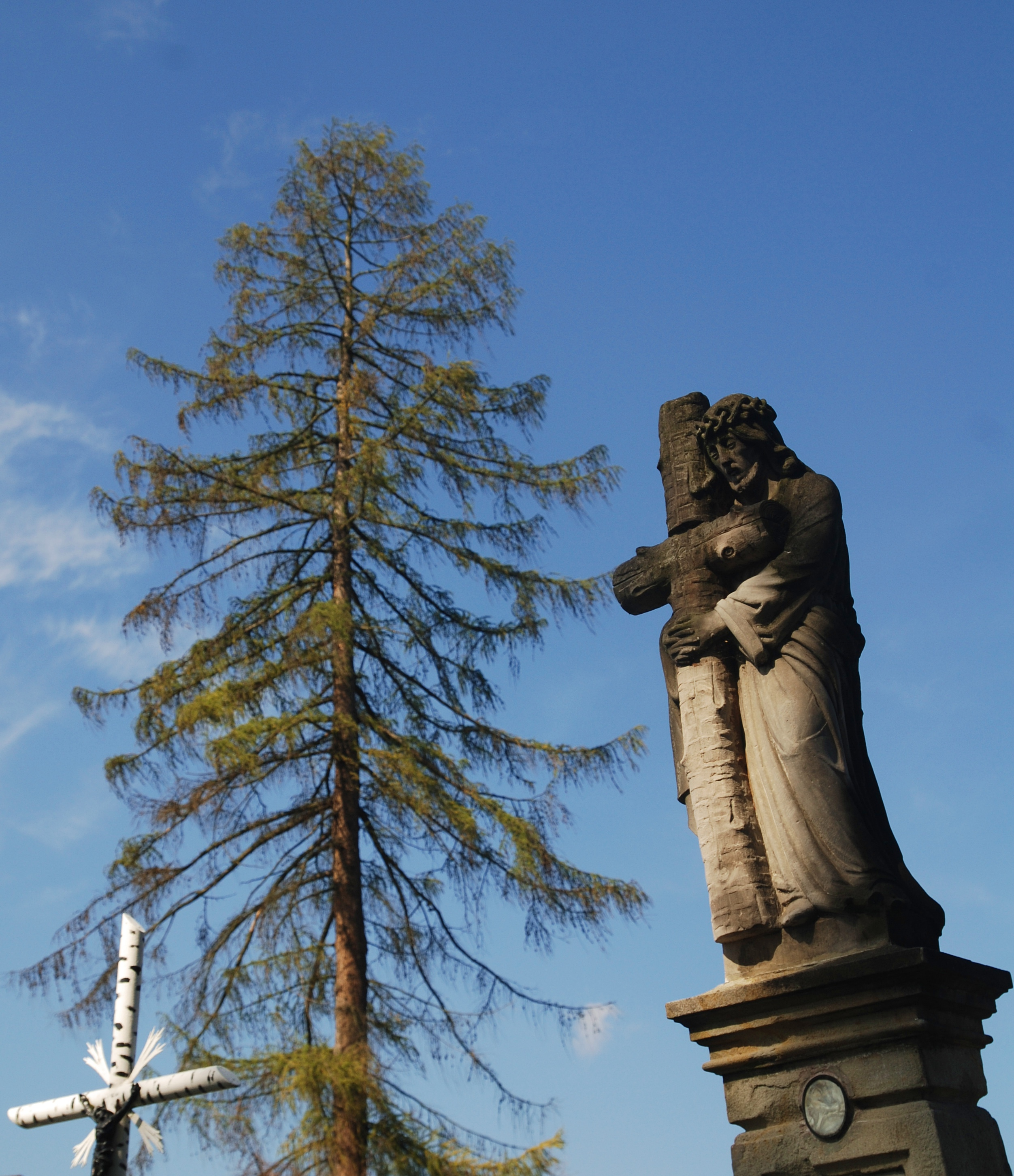
Na cmentarzu parafialnym
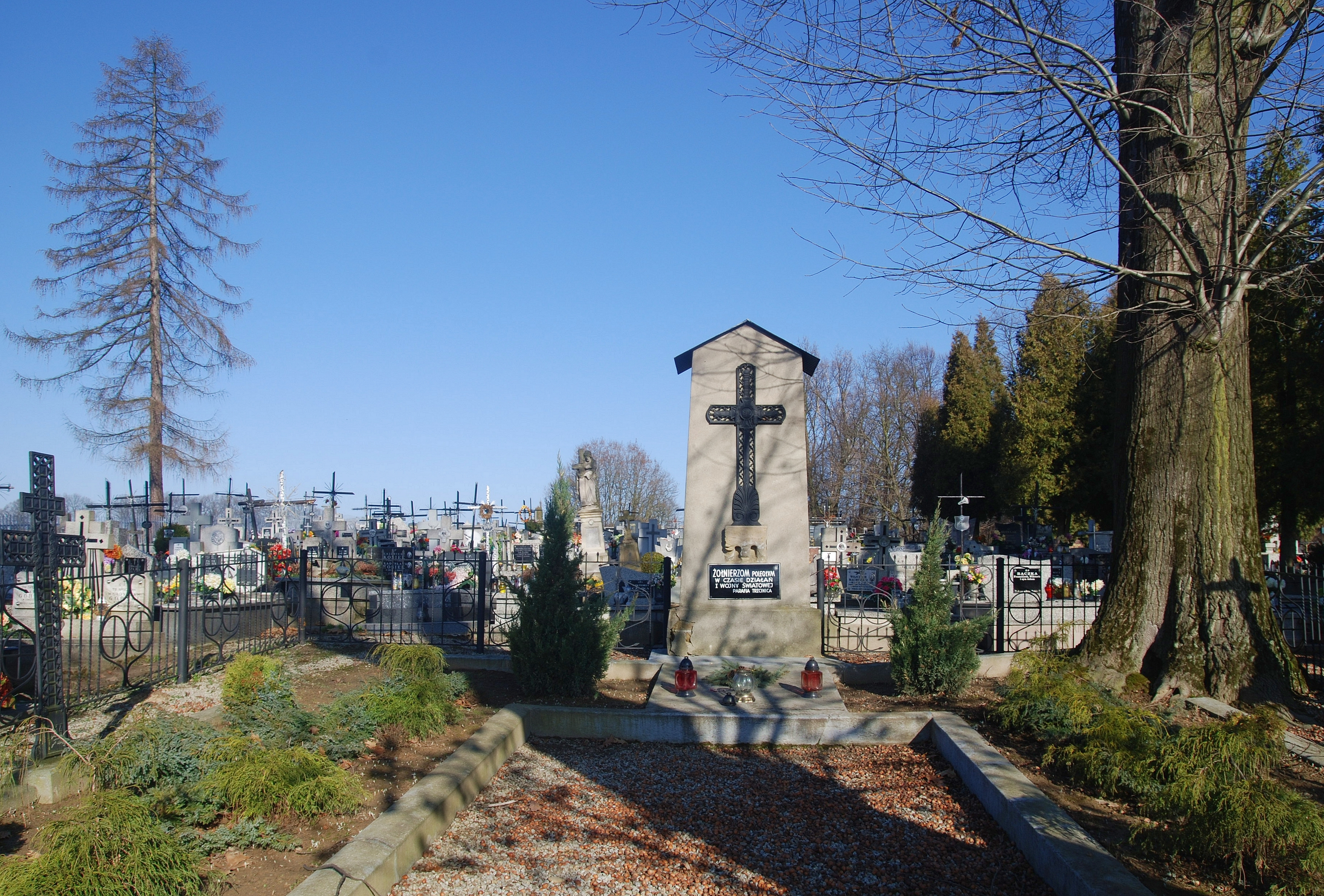
Cmentarz wojenny nr 25

### Turystyka
- Szlak Architektury Drewnianej – Trasa nr VIII (jasielsko-dębicko-ropczycka)
- szlak tematyczny: Podkarpacki Szlak Winnic utworzony w 2009, który obejmuje dwie winnice w Trzcinicy: „Winnicę Zacisze” i „Winnicę Milena”.

Szlaki piesze
- fragment Międzygminnego spacerowego szlaku turystycznego Święcany-Przybówka, który został wytyczony w 1995 przez Gminę Jasło z okazji 600 lecia Trzcinicy.

W Trzcinicy otwarto w dniu 12 października 2014 Nordic Walking Park „Gmina Jasło” z trzema trasami do uprawiania nie tylko marszu z kijkami, ale także dla biegaczy, rowerzystów i narciarzy biegowych. Punktem startowym wszystkich tras jest parking przy zabytkowym kościele św. Doroty w Trzcinicy, a trasa nr 2 i 3 przebiega między innymi przez skansen archeologiczny Karpacka Troja.
- Trasa nr 1 Jasło: łatwa, pętla o długości 5,8 km
- Trasa nr 2 Jasło: średnia, pętla o długości 11,3 km
- Trasa nr 3 Jasło: trudna, pętla o długości 15,8 km

### Związani z Trzcinicą
- Zuzanna Stusowska – najstarsza mieszkanka Polski na początku lat 70. XX wieku; urodziła się w Trzcinicy 5 maja 1866 roku w rodzinie Cetnarów, wyszła za mąż za Antoniego Stusowskiego (1870–1912) i zamieszkali w Przysiekach; wychowali siedmioro dzieci. Zmarła 19 czerwca 1973 roku i pochowana została na cmentarzu w Sławęcinie[38].